# Chiese di Parma
Per chiese di Parma si intendono gli edifici di culto cristiani della città di Parma.

## Principali edifici religiosi situati nel quartiere Parma Centro

### Duomo

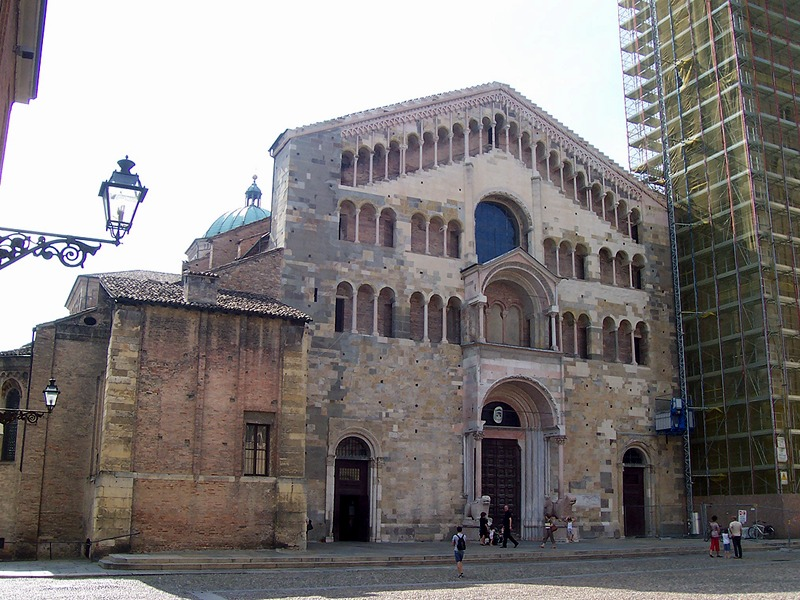
Facciata del duomo

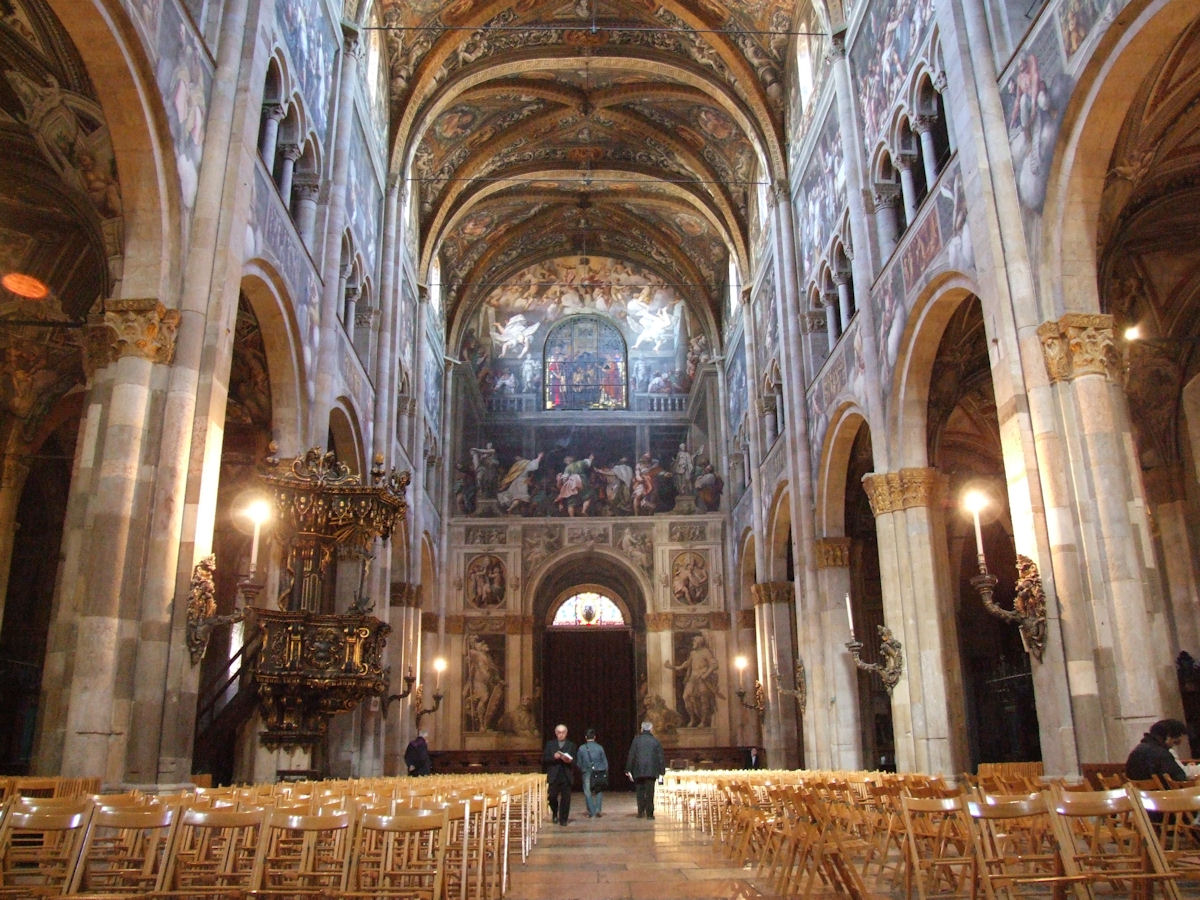
Interno del duomo

Cattedrale dedicata a santa Maria Assunta, è fra le maggiori opere dell'architettura romanica in Italia. Fu costruito per volere del vescovo Cadalo a ridosso della cinta muraria romana, sul luogo in cui sorgeva l'antica basilica distrutta da un incendio nel 1055 o 1058. Il Duomo fu completato nel 1074 e consacrato nel 1106 da papa Pasquale II. Per quanto riguarda l'esterno, nel 1178 fu completata l'ampia facciata a capanna munita di protiro con leoni stilofori (tipica dell'architettura romanica del Nord d'Italia), mentre l'intero edificio a tre navate fu rivisto e completato da Benedetto Antelami. Alla destra della facciata si eleva l'alta torre campanaria, costruita in stile gotico tra il 1284 e il 1294. Internamente l'impianto romanico è rimasto, ma gran parte degli interni (navata centrale, cupola, transetto) è stata affrescata in epoca rinascimentale da artisti quali Lattanzio Gambara, Girolamo Mazzola Bedoli ed altri; fra tutti, spicca per importanza l'affresco della cupola rappresentante l'Assunzione della Vergine del Correggio. Nel transetto destro è possibile inoltre ammirare la Deposizione dalla croce, bassorilievo dell'Antelami risalente al 1178.

### Battistero

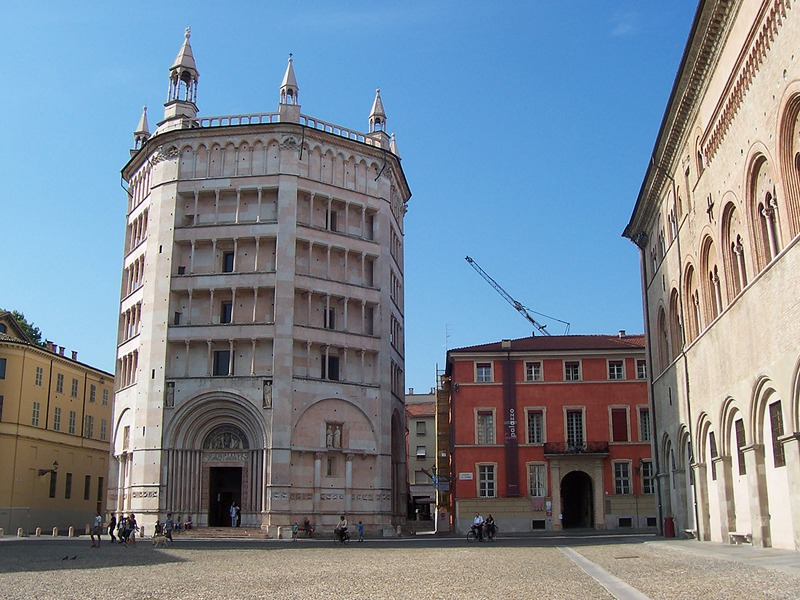
Esterno del battistero

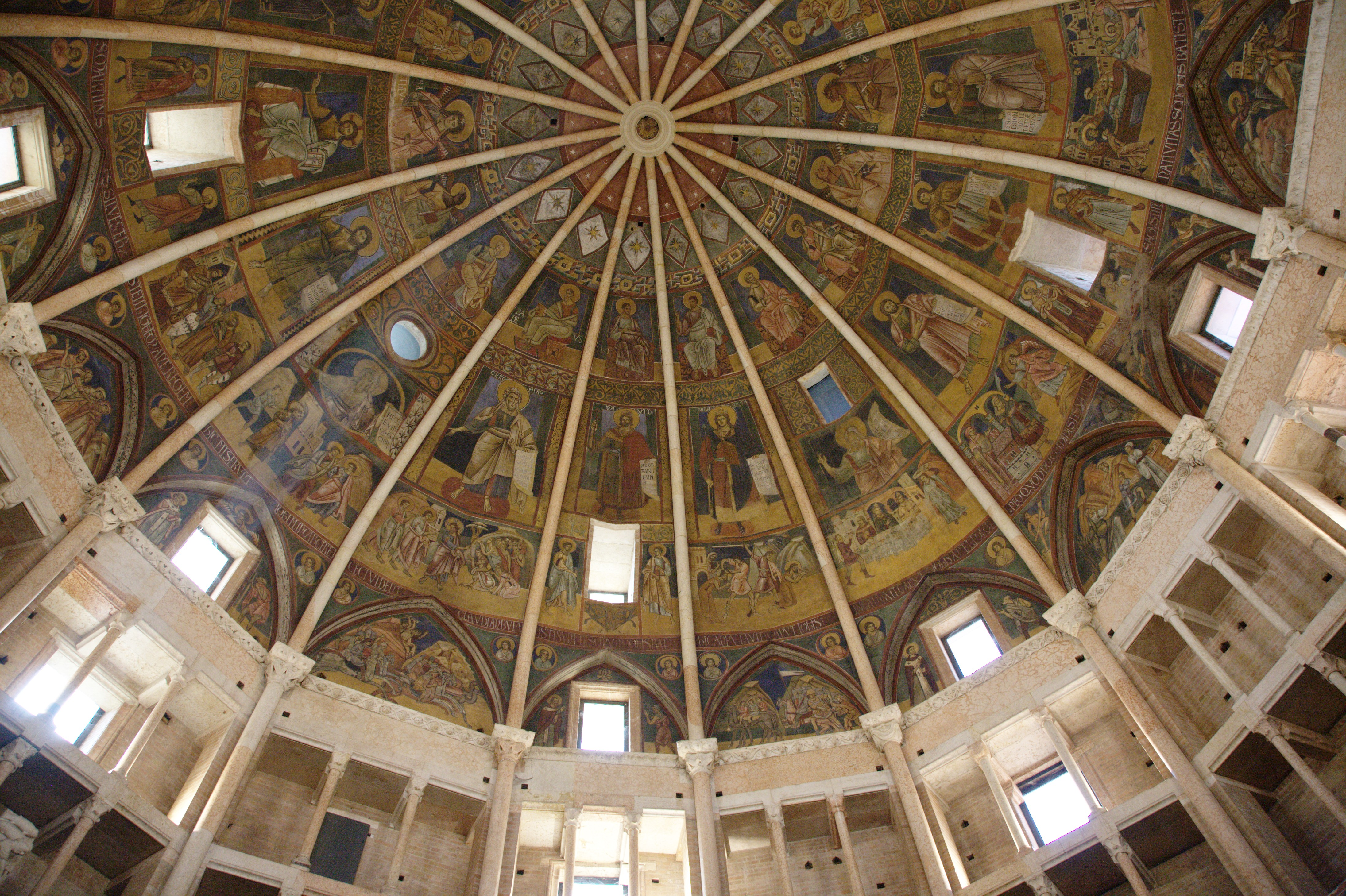
Cupola del battistero

Grande edificio a pianta ottagonale destinato al rito battesimale, sorge a fianco del campanile del Duomo sulla stessa piazza. Fu progettato da Benedetto Antelami in uno stile che segna il passaggio dal romanico al gotico. L'esterno è interamente rivestito in marmo rosa di Verona. Un'iscrizione sul portale attesta che la decorazione iniziò nel 1196, mentre la conclusione avvenne entro il 1270, quando l'edificio venne solennemente consacrato. L'interno è costituito da 16 arcate che compongono delle nicchie contenenti affreschi e dipinti risalenti al XIII e XIV secolo; la notevole cupola a ombrello del soffitto è dipinta con figure di Santi. All'interno è inoltre conservata una buona parte del corredo scultoreo dell'epoca.

### Abbazia di San Giovanni Evangelista e relativa chiesa

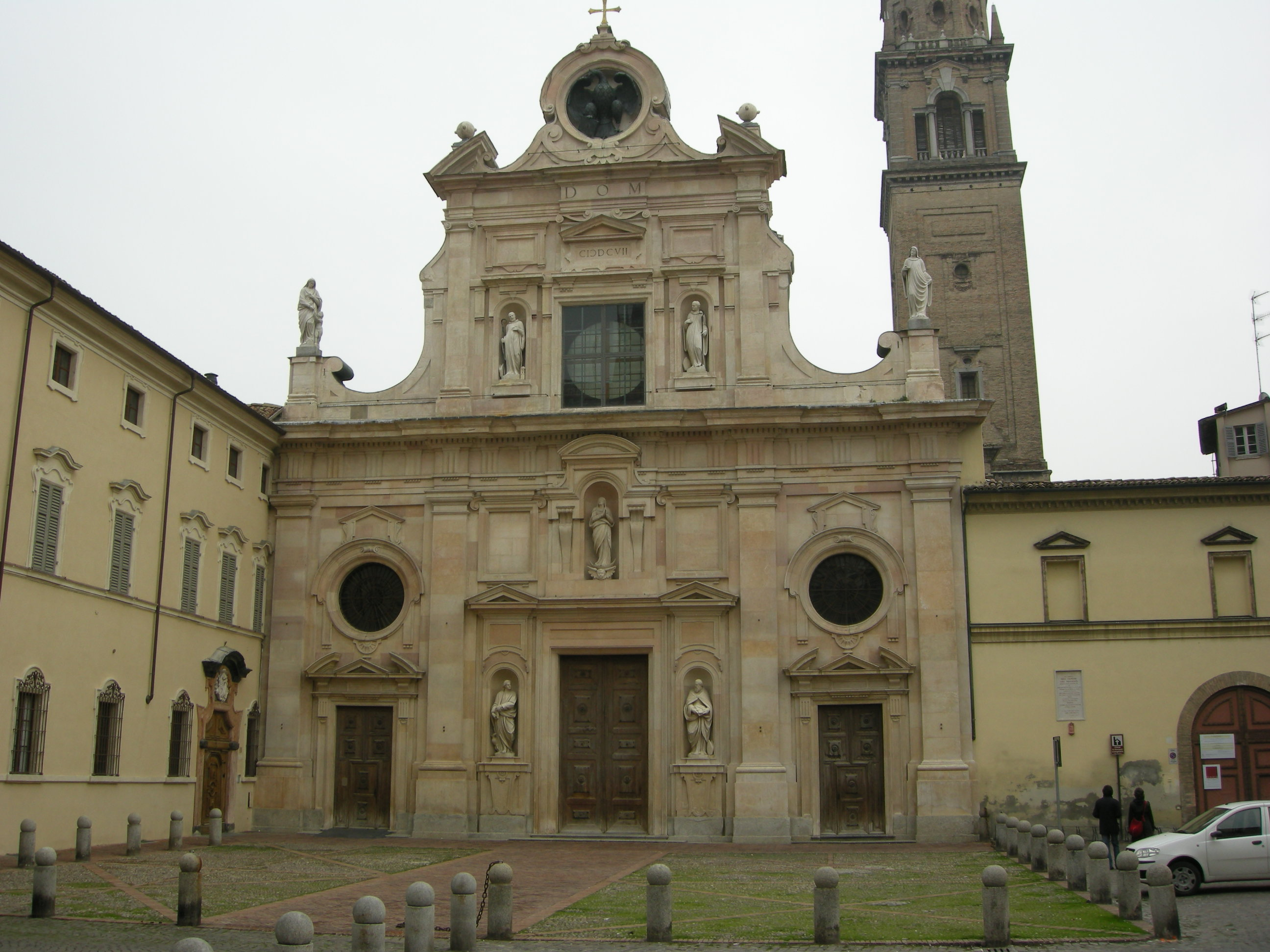
Facciata della chiesa di San Giovanni

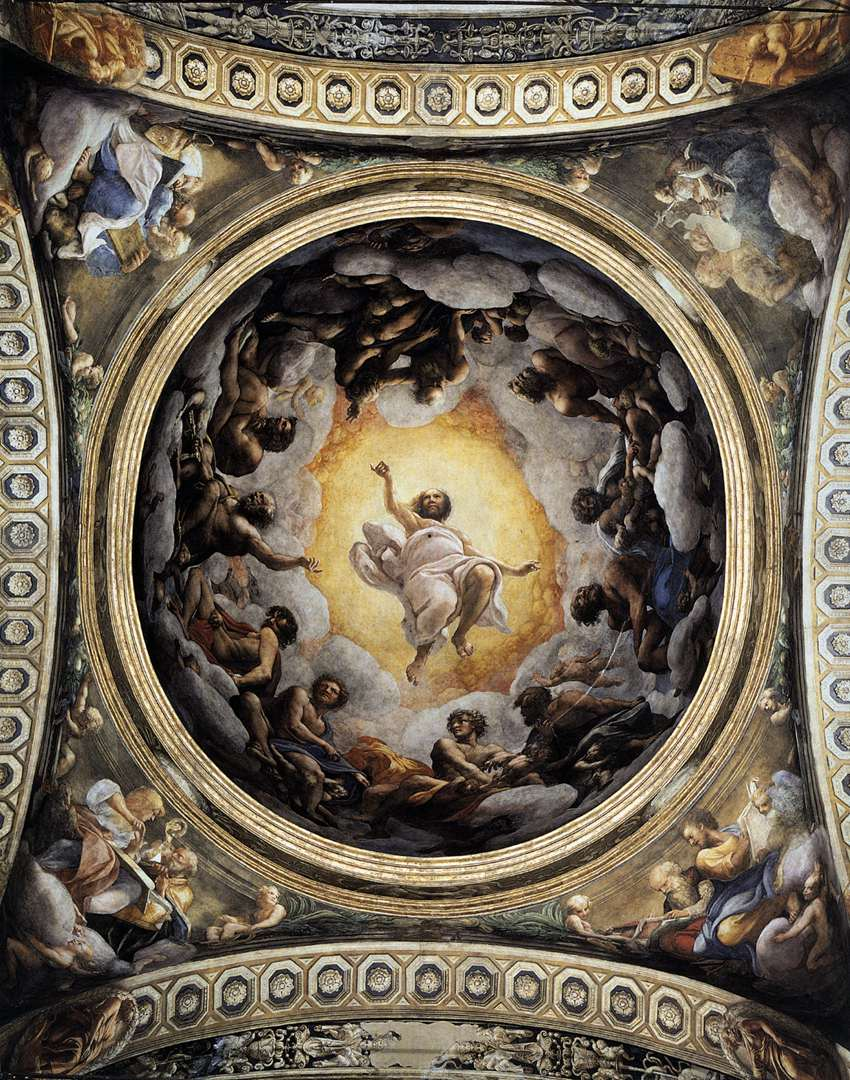
Particolare della cupola di San Giovanni

Notevole complesso monastico benedettino, sorge immediatamente alle spalle del Duomo. La sua ricostruzione nelle forme attuali iniziò nel 1490 circa, con un progetto definitivo del 1510 di Bernardino Zaccagni, per concludersi verso il 1519. All'esterno la facciata marmorea della chiesa fu realizzata da Simone Moschino in stile tardo manierista tra il 1604 e il 1607, mentre l'interno è a croce latina con tre navate decorate da affreschi cinquecenteschi di vari autori, tra i quali spiccano Michelangelo Anselmi, Francesco Maria Rondani, Girolamo Mazzola Bedoli e soprattutto il Correggio; a quest'ultimo si devono il Fregio, varie grottesche sui semipilastri, la rimarchevole lunetta del portale che porta alla sagrestia con San Giovanni e l'aquila ed in particolare la splendida Cupola affrescata nel 1520, pochi anni prima della sua Assunzione della Vergine nel vicino Duomo. Adiacente alla chiesa, il monastero ruota attorno a tre chiostri: il primo cortile presenta un colonnato in stile ionico, il secondo contiene alcune decorazioni del Correggio e nel terzo, detto chiostro di San Benedetto, sono visibili affreschi di inizio '500. Nel grande complesso monastico sono presenti anche le quattro sale dell'antica spezieria, risalente a prima del 1201 ma successivamente risistemata tra la fine del XVI secolo ed i primi anni del XVII.

### Monastero di San Paolo

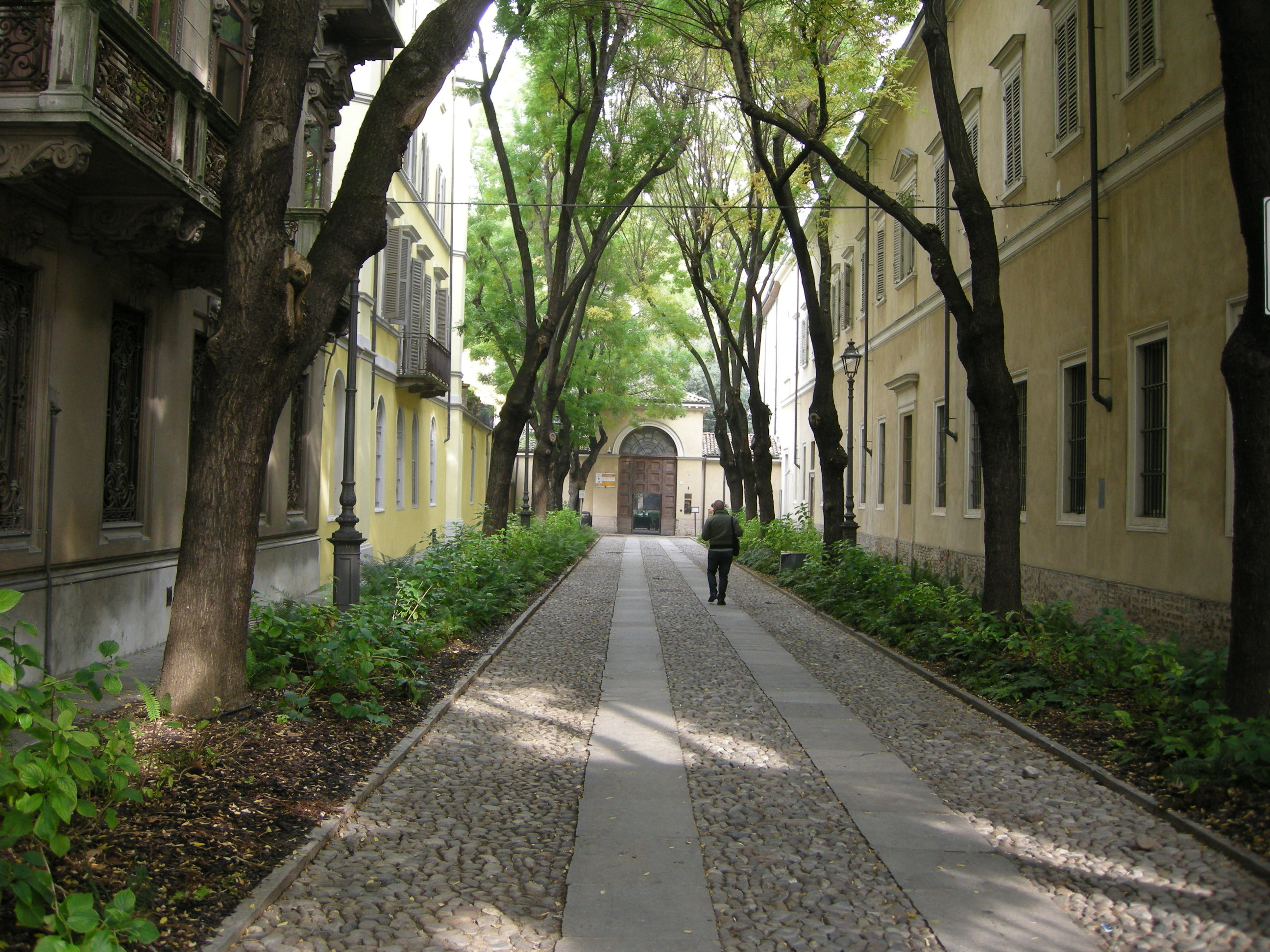
Ingresso del monastero di San Paolo

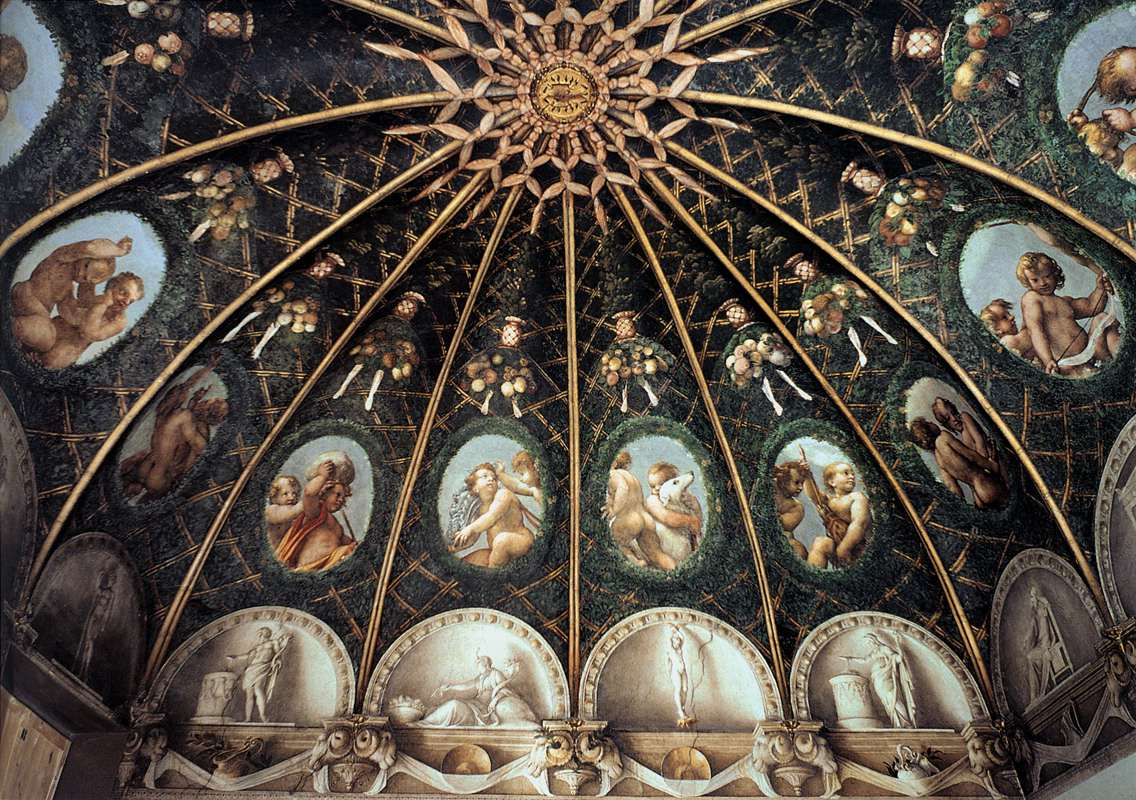
Camera di San Paolo

Monastero benedettino, è situato tra piazza Duomo e il Palazzo della Pilotta. Fu fondato nell'XI secolo come conseguenza dello spirito di riforma monastica che attraversò la città nei primi anni del nuovo millennio. Al suo interno è conservata la Camera della Badessa, stanza di pianta quadrata posta all'interno dell'appartamento privato della badessa; l'ambiente deve la sua fama al notevole affresco incentrato sul tema della dea Diana che ne decora la volta tardogotica ad ombrello e la cappa del camino, realizzato tra il 1518 ed il 1519 dal Correggio, per volere della badessa Giovanna Piacenza.

### Basilica di Santa Maria della Steccata

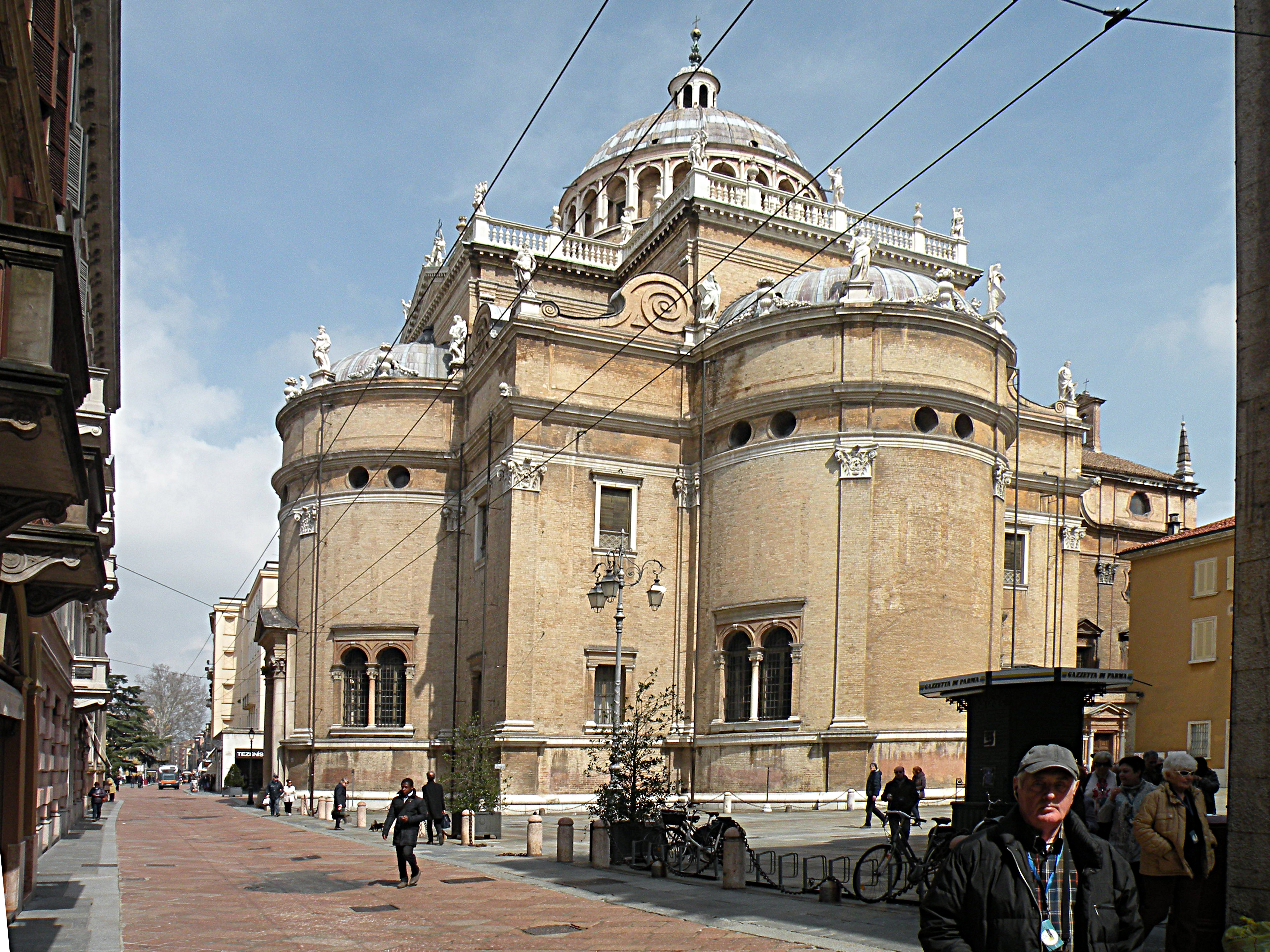
Esterno della basilica della Steccata

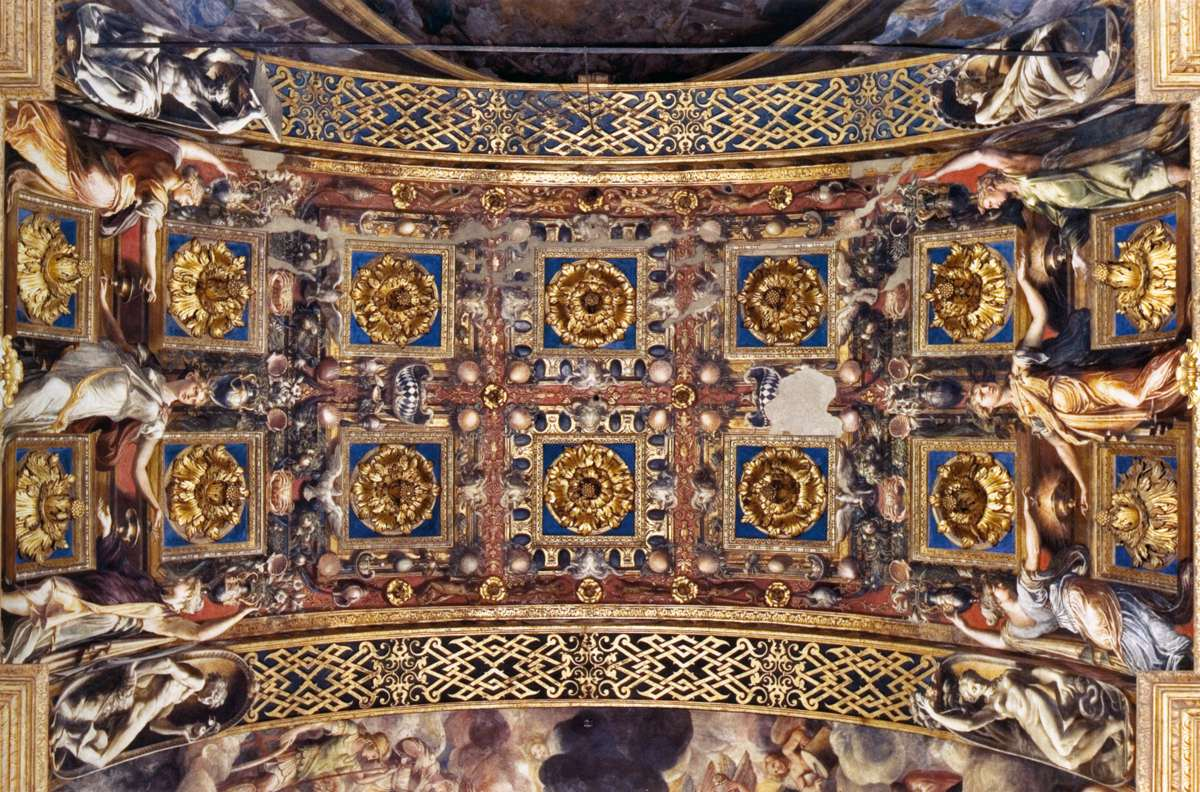
Sottarco del presbiterio della basilica della Steccata

Grandioso santuario mariano sito nelle immediate adiacenze della centralissima piazza Garibaldi, è uno degli esempi più significativi in Italia di chiese a pianta centrale della prima metà del XVI secolo. Fu realizzata tra il 1521 ed il 1539 per conservare al suo interno un'immagine sacra della Vergine; l'architetto a capo dei lavori fu Giovan Francesco Zaccagni, insieme al padre Bernardino, ma il Vasari, nelle sue Vite, ne attribuisce il progetto al Bramante. L'edificio è impostato su una pianta a croce greca, con bracci posti sugli assi cardinali e chiusi da quattro grandi absidi simmetriche, intervallate da quattro cappelle quadrangolari. L'interno è decorato da affreschi di vari artisti del XVII secolo, tra i quali Michelangelo Anselmi, Girolamo Mazzola Bedoli, Jan Soens, Giovan Battista Trotti detto il Malosso e Bernardino Gatti detto il Sojaro. Il grande sottarco del presbiterio è invece decorato con il notevole affresco delle Tre vergini savie e tre vergini stolte, capolavoro realizzato dal Parmigianino fra il 1531 e il 1539.

### Chiesa di San Pietro Apostolo

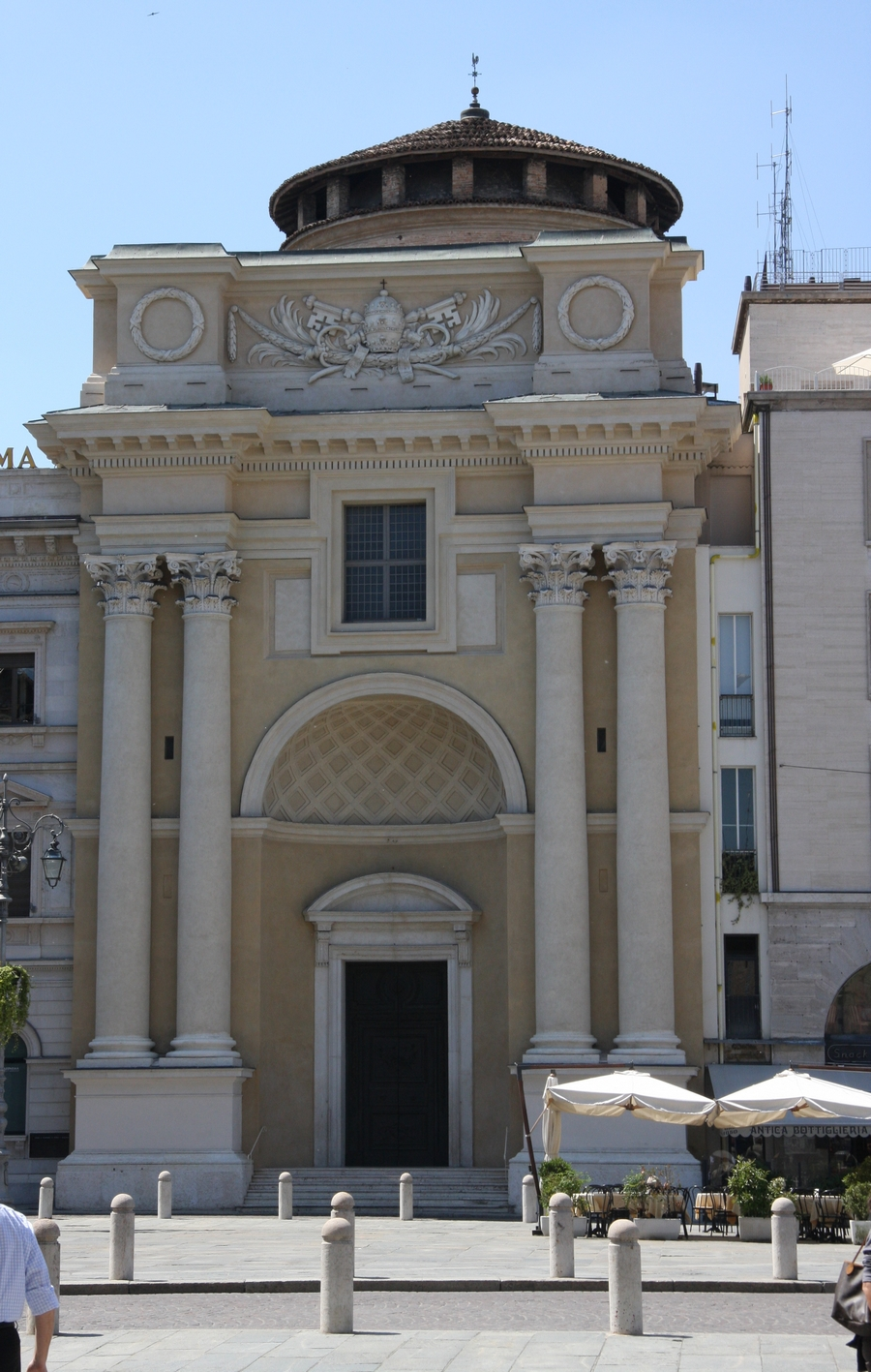
Facciata della chiesa di San Pietro Apostolo

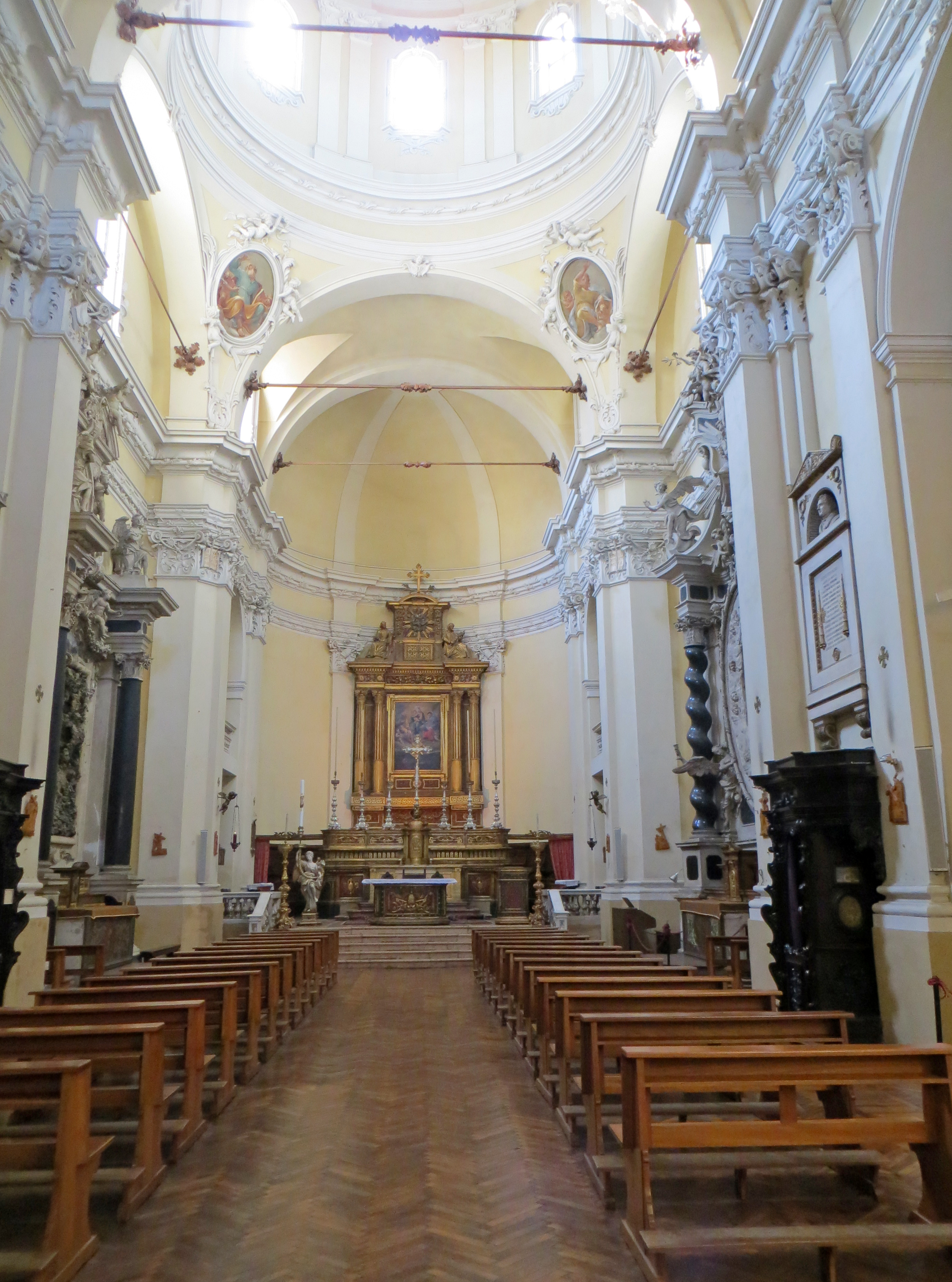
Interno della chiesa di San Pietro Apostolo

Chiesa neoclassica a navata unica, sorge sul lato ovest della centralissima piazza Garibaldi. Fu realizzata nelle forme attuali nel 1761 da Ottavio e Giovanni Bettoli seguendo un progetto dell'architetto Ennemond Alexandre Petitot, che ne disegnò in particolare la caratteristica facciata che prospetta sulla piazza e il trofeo in stucco con le chiavi e la tiara pontificia, modellato da Benigno Bossi.

### Chiesa di San Vitale

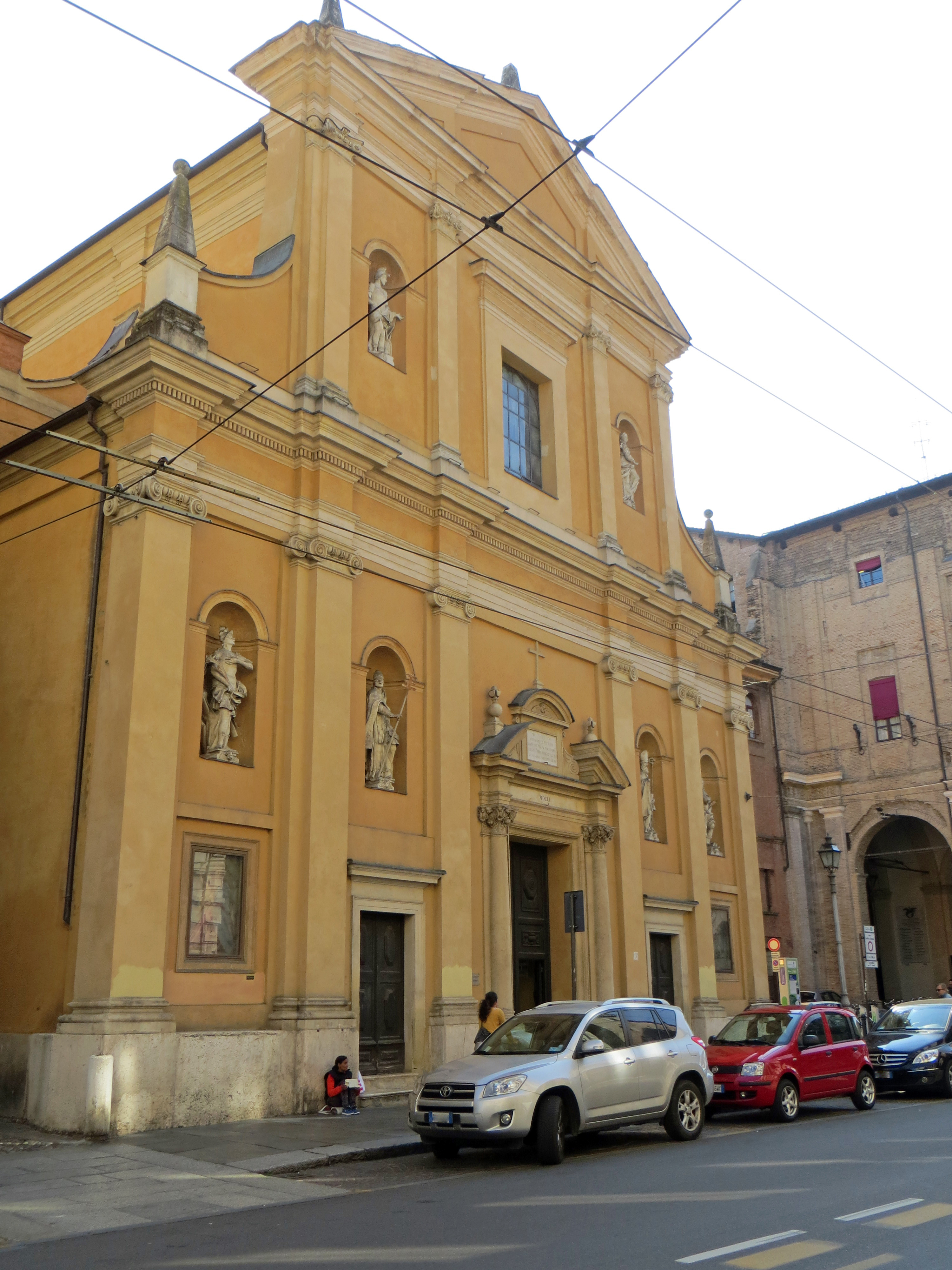
Facciata della chiesa di San Vitale

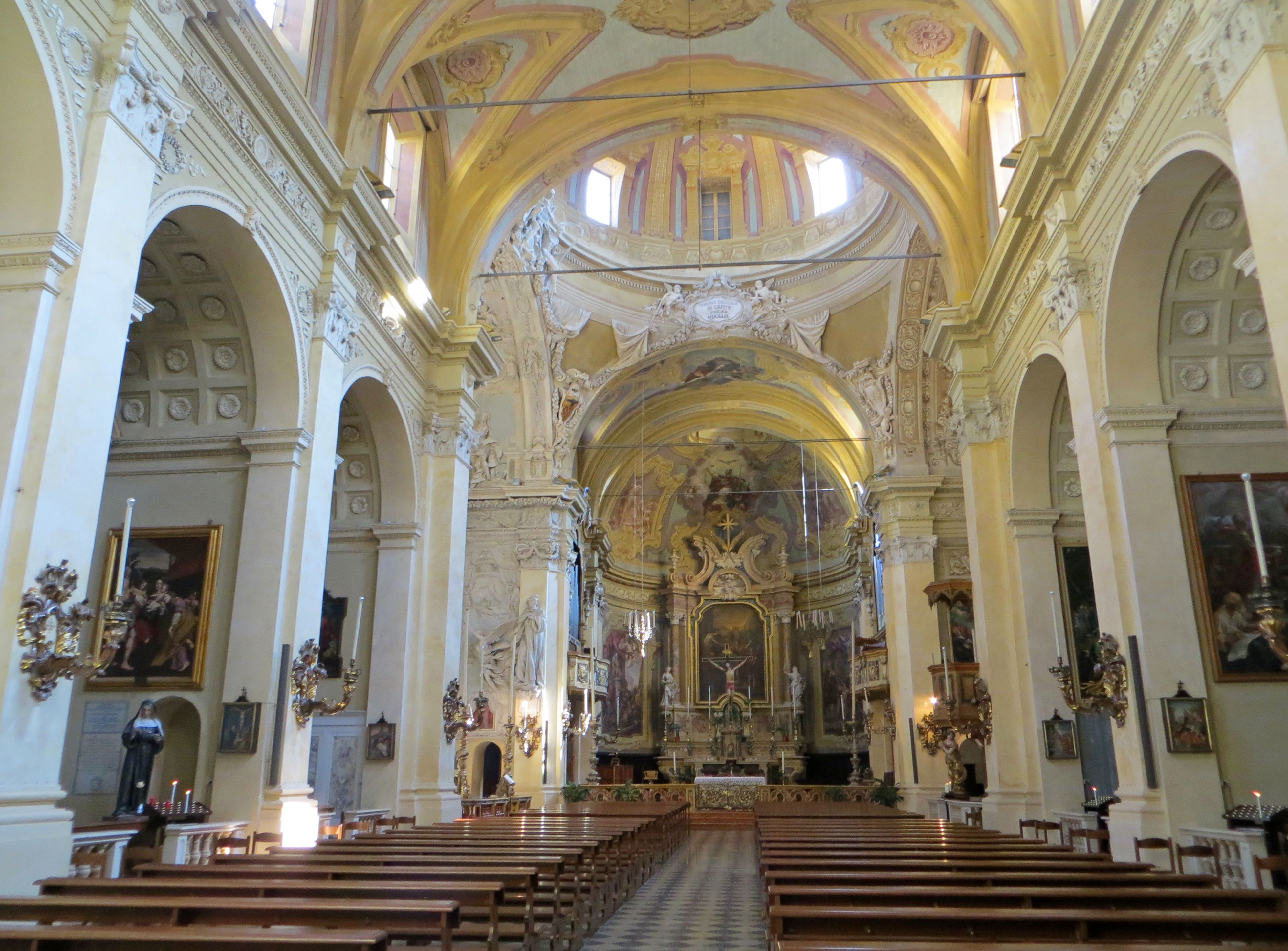
Interno della chiesa di San Vitale

Luogo di culto dalle forme barocche sito a fianco del palazzo del Comune sull'attuale strada della Repubblica, è una delle più antiche chiese erette nel centro della città medievale. Fu completamente ricostruita a partire dal 1651 secondo i progetti di Cristoforo Rangoni detto "Ficarelli", coadiuvato dallo scultore Luca Reti, e completata nel 1676 da Domenico Valmagini. Conserva all'interno la cappella della Beata Vergine di Costantinopoli, con lo scenografico Monumento Beccaria, capolavoro della scultura in stucco del barocco emiliano.

### Chiesa di Sant'Antonio Abate

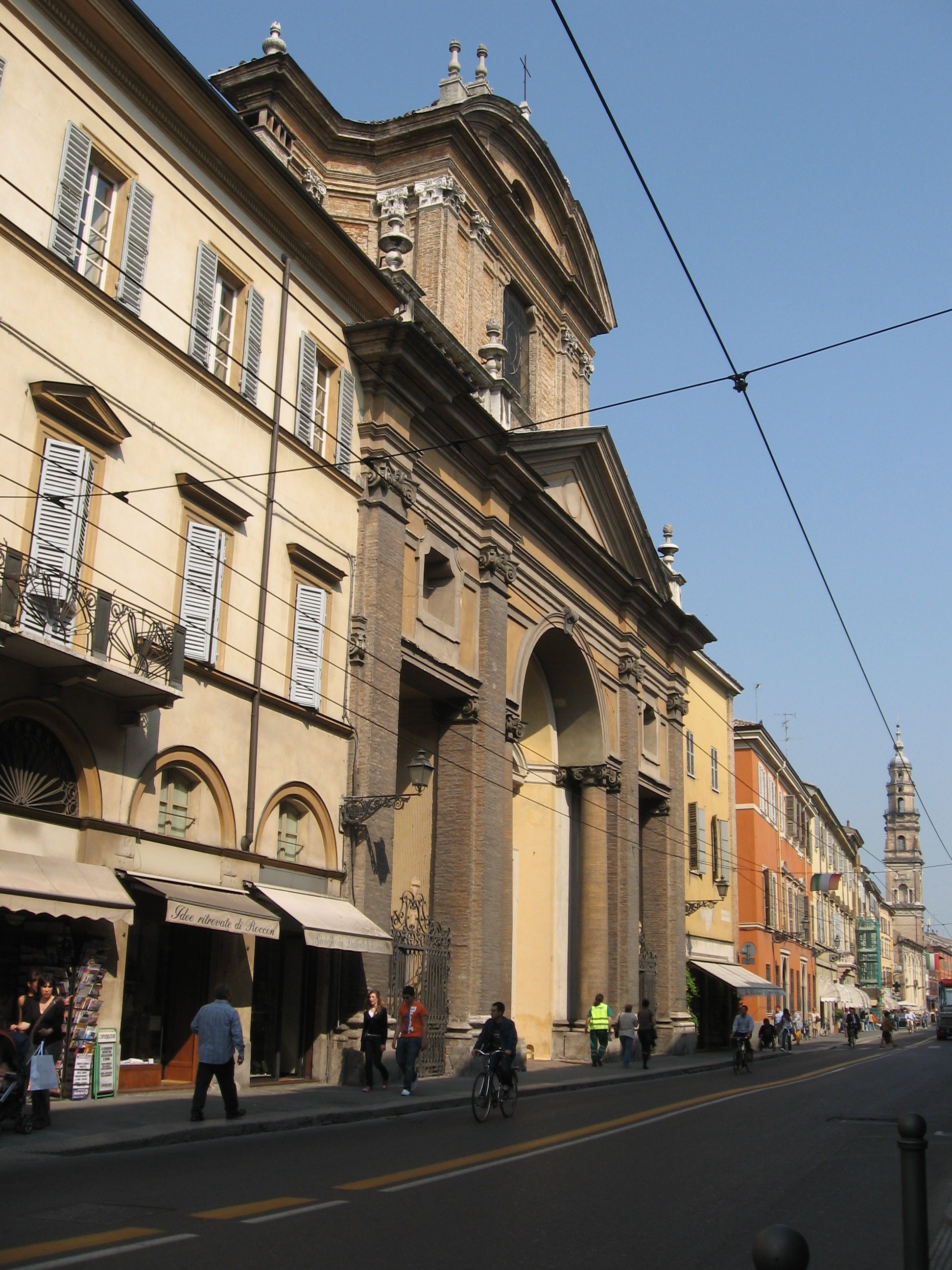
Facciata della chiesa di Sant'Antonio Abate

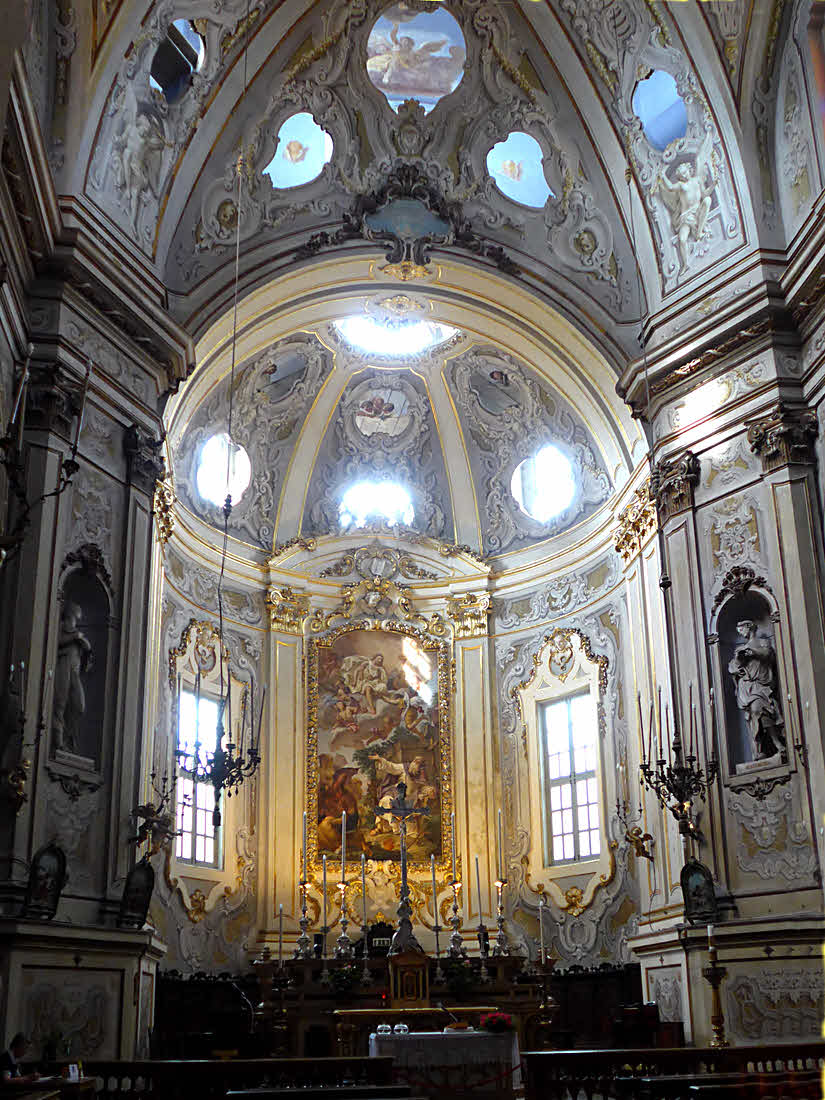
Interno della chiesa di Sant'Antonio Abate

Chiesa dalle forme barocche, sorge in strada della Repubblica. Fu interamente ricostruita nelle forme attuali su disegno di Ferdinando Galli da Bibbiena tra il 1712 e il 1766. All'interno presenta una caratteristica doppia volta: quella inferiore, traforata, è sovrastata da un'altra superiore affrescata con le Figure di angeli e la scena dell'Apoteosi di sant'Antonio di Gaetano Ghidetti e Antonio Bresciani.

### Chiesa di San Sepolcro

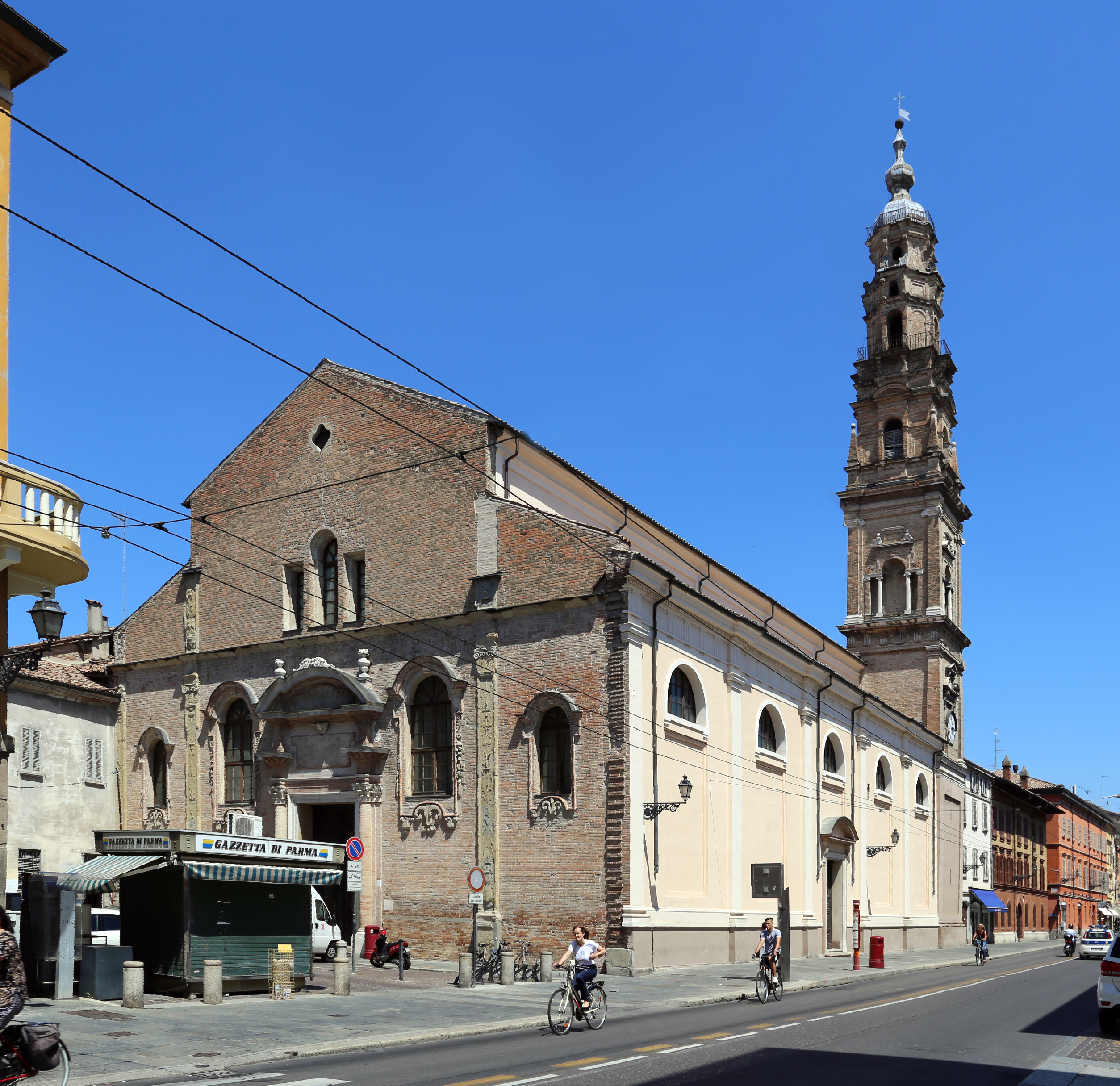
Chiesa di San Sepolcro

Luogo di culto originariamente realizzato in stile gotico, è situata in strada della Repubblica. L'edificio fu costruito nel 1257, ma venne notevolmente modificato nei secoli: nel 1506 furono aggiunte le paraste in arenaria scolpita sulla facciata, nel 1603 fu innalzata la navata realizzandovi il pregevole soffitto ligneo a cassettoni (intagliato tra il 1613 e il 1617 da Lorenzo Zaniboni e Giacomo Triolione) e nel 1701 fu restaurata la fiancata laterale sulla via Emilia in stile neoclassico. Inoltre nel 1616 venne innalzato il campanile in stile barocco, su progetto attribuito a Giovan Battista Trotti detto "Malosso" o a Simone Moschino.

### Chiesa di San Francesco del Prato

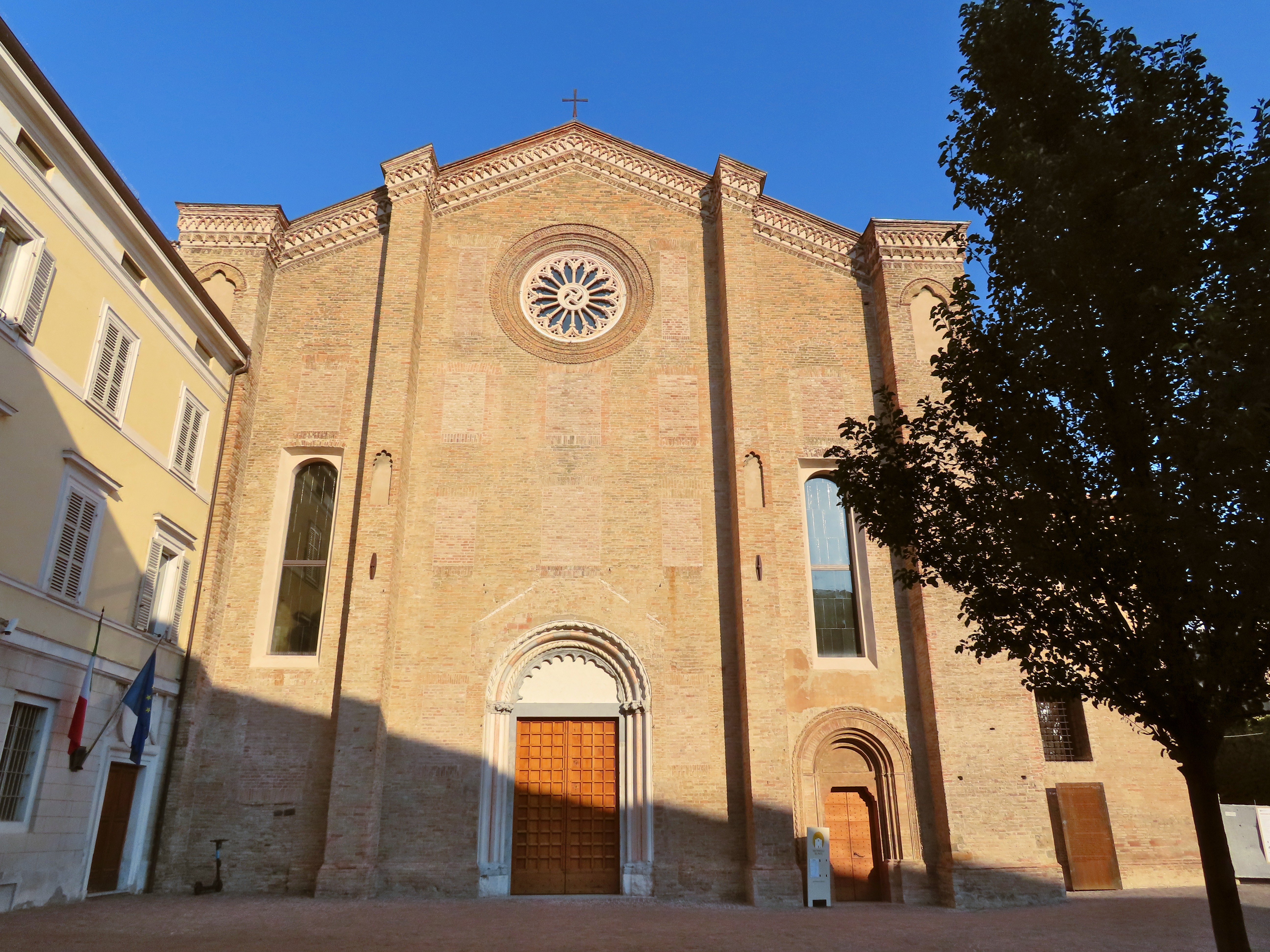
Facciata della chiesa di San Francesco del Prato

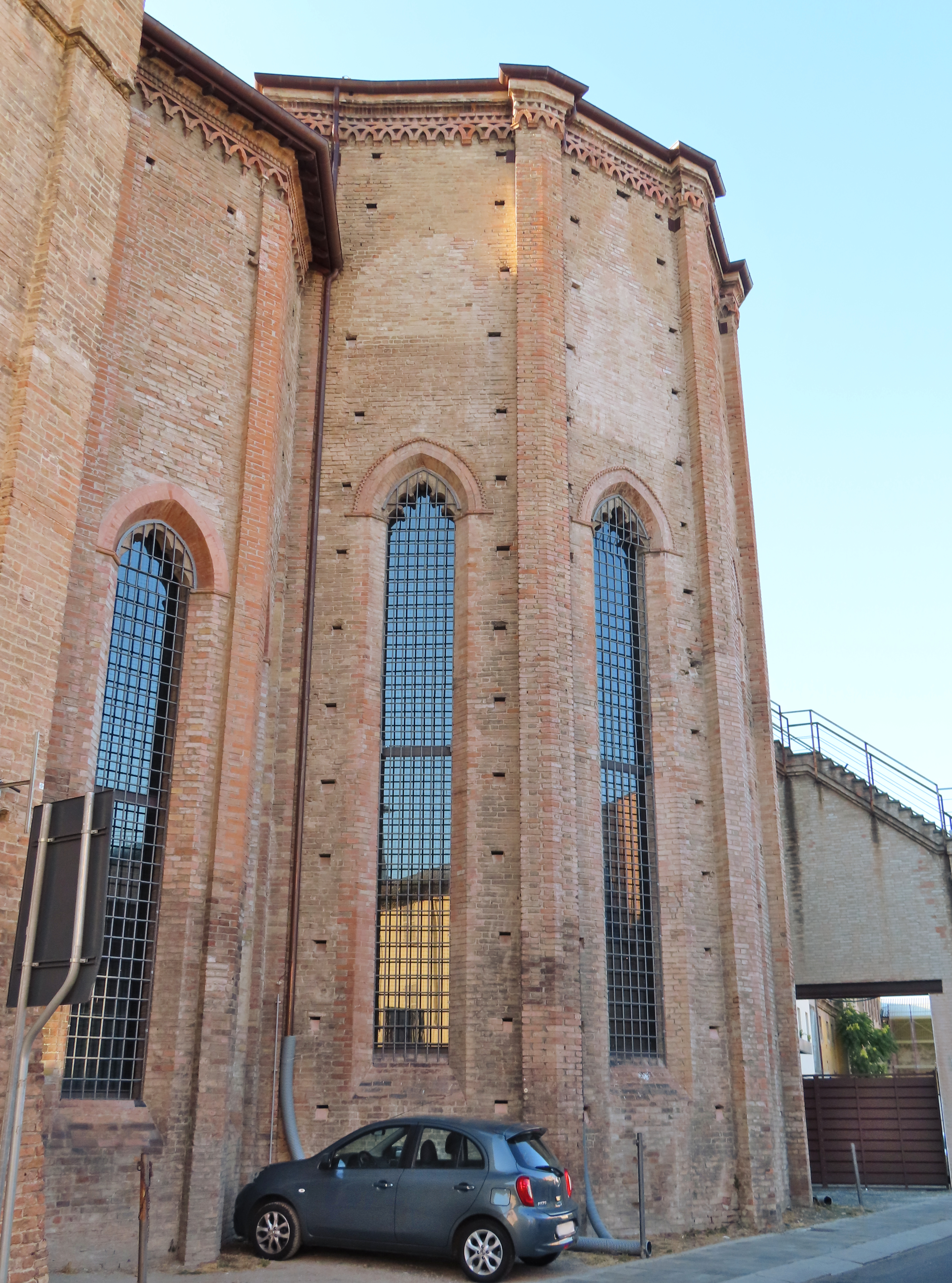
Absidi della chiesa di San Francesco del Prato

Imponente chiesa a carattere gotico, antica sede francescana risalente al XIII secolo, sorge quasi a ridosso della cerchia urbana del centro storico, non lontano dall'abbazia di San Giovanni Evangelista. Nei secoli successivi alla sua realizzazione divenne una delle chiese più importanti della città (la sua lunghezza supera perfino quella del Duomo), ma, in seguito alle soppressioni napoleoniche di inizio '800 e fino agli inizi degli anni novanta del '900, fu adibita a carcere cittadino. Vennero aperte nuove finestre rettangolari sulla facciata, distruggendo l'antico pronao, e furono ricoperti gli affreschi gotici; la chiesa venne divisa in settori e vari piani, in modo tale da ospitare le celle carcerarie e una falegnameria nella navata centrale. Dal 2018, l'edificio è oggetto di un radicale intervento di ristrutturazione, comprendente l'eliminazione di tutte le superfetazioni, il recupero degli affreschi e la chiusura delle aperture ottocentesche nella facciata; la riapertura, con la dedicazione e riconsacrazione, è avvenuta il 3 ottobre 2021.

### Oratorio dell'Immacolata Concezione

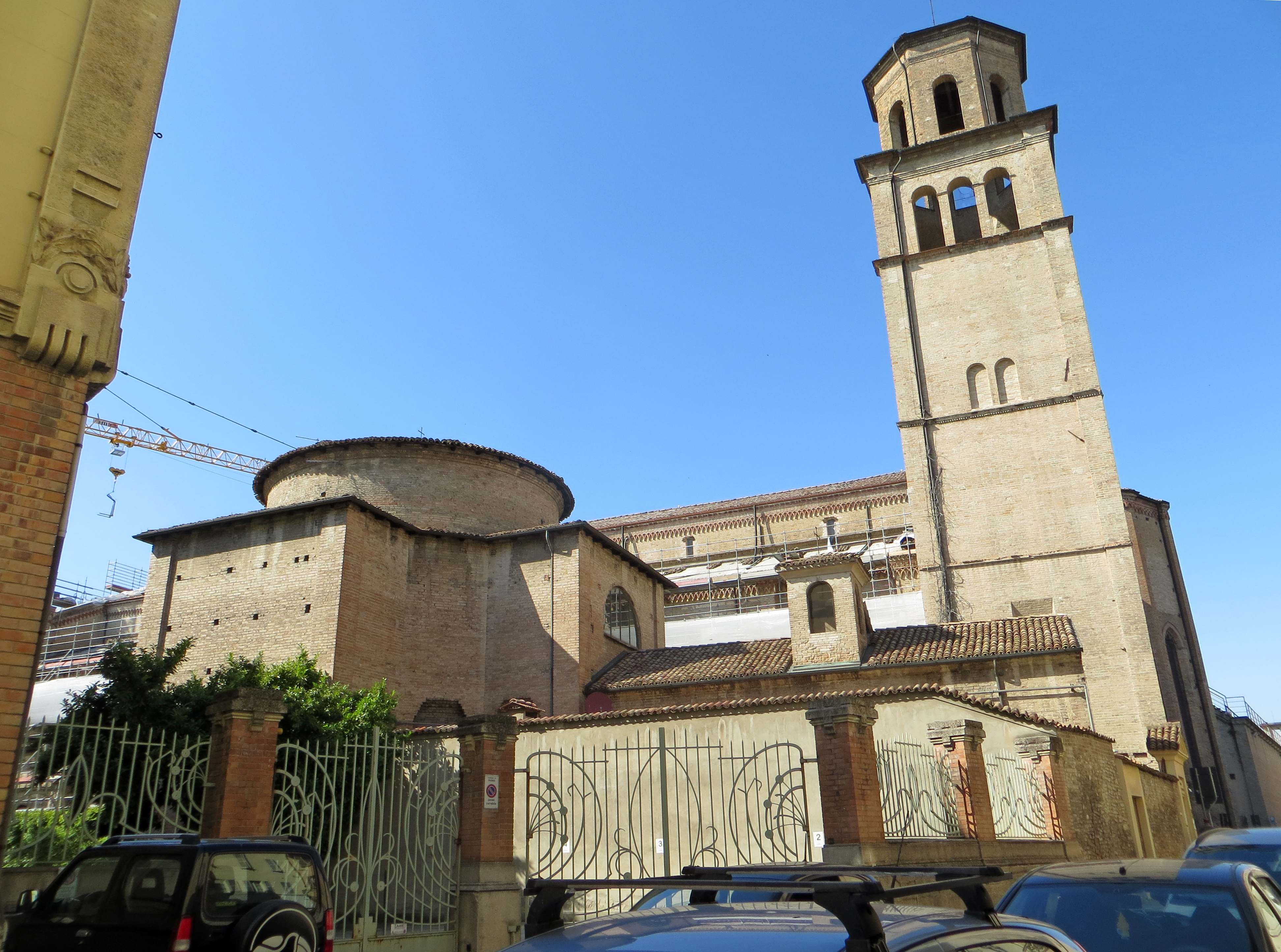
Oratorio dell'Immacolata Concezione

Piccolo oratorio nato dall'espansione di una cappella della chiesa di San Francesco del Prato, è situato in strada Del Prato. Fu costruito nel XV secolo con pianta a croce greca e riedificato a partire dal 1521 su disegno di Gian Francesco Zaccagni o di Gian Francesco d'Agrate. L'interno ospita pregevoli affreschi di Michelangelo Anselmi e Francesco Maria Rondani, entrambi collaboratori del Correggio. L'oratorio si è salvato dalla trasformazione in carcere della chiesa di San Francesco del Prato in quanto adibito a cappella del carcere stesso.

### Ex chiesa di Santa Maria del Carmine

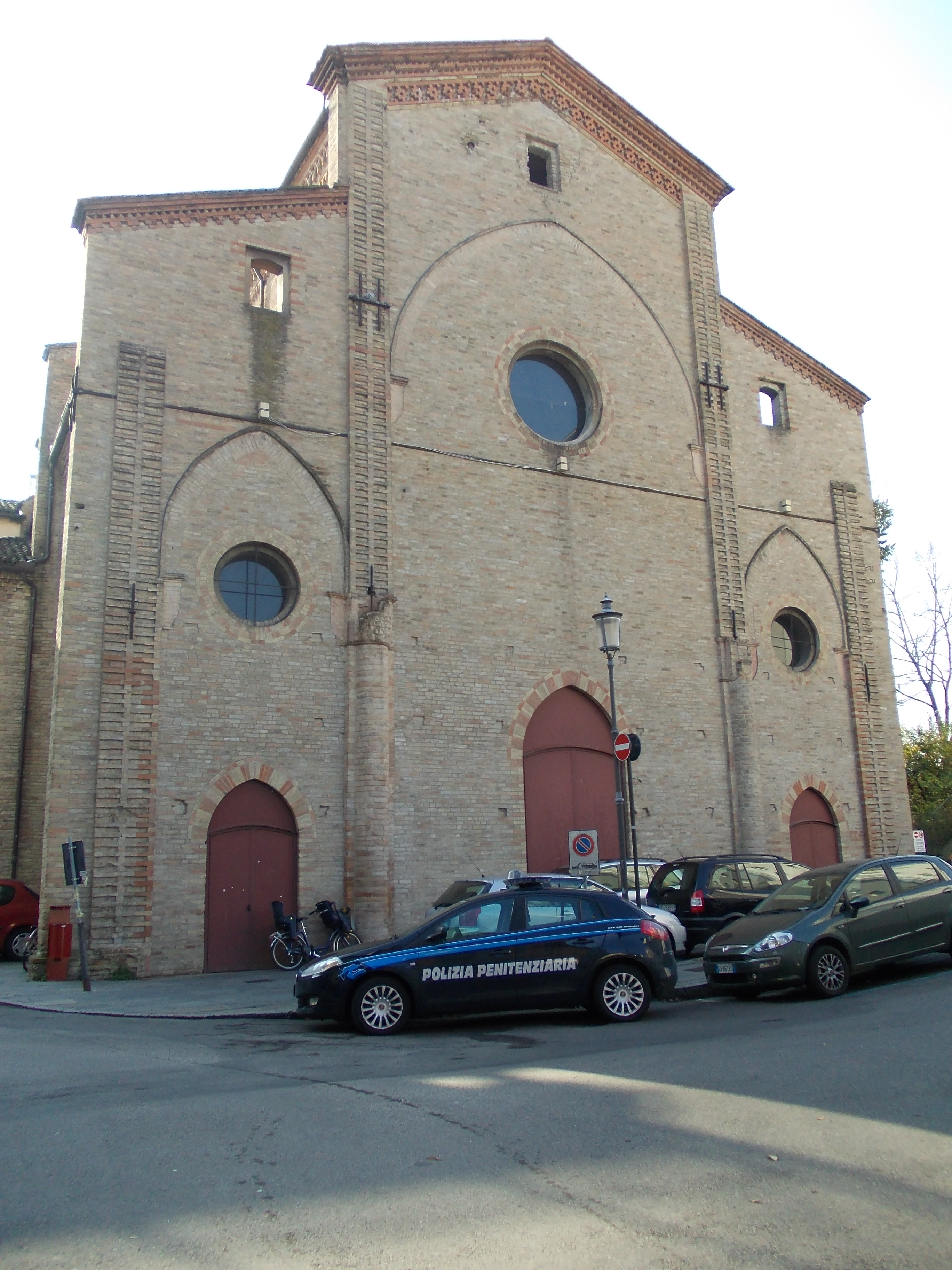
Facciata dell'ex chiesa di Santa Maria del Carmine

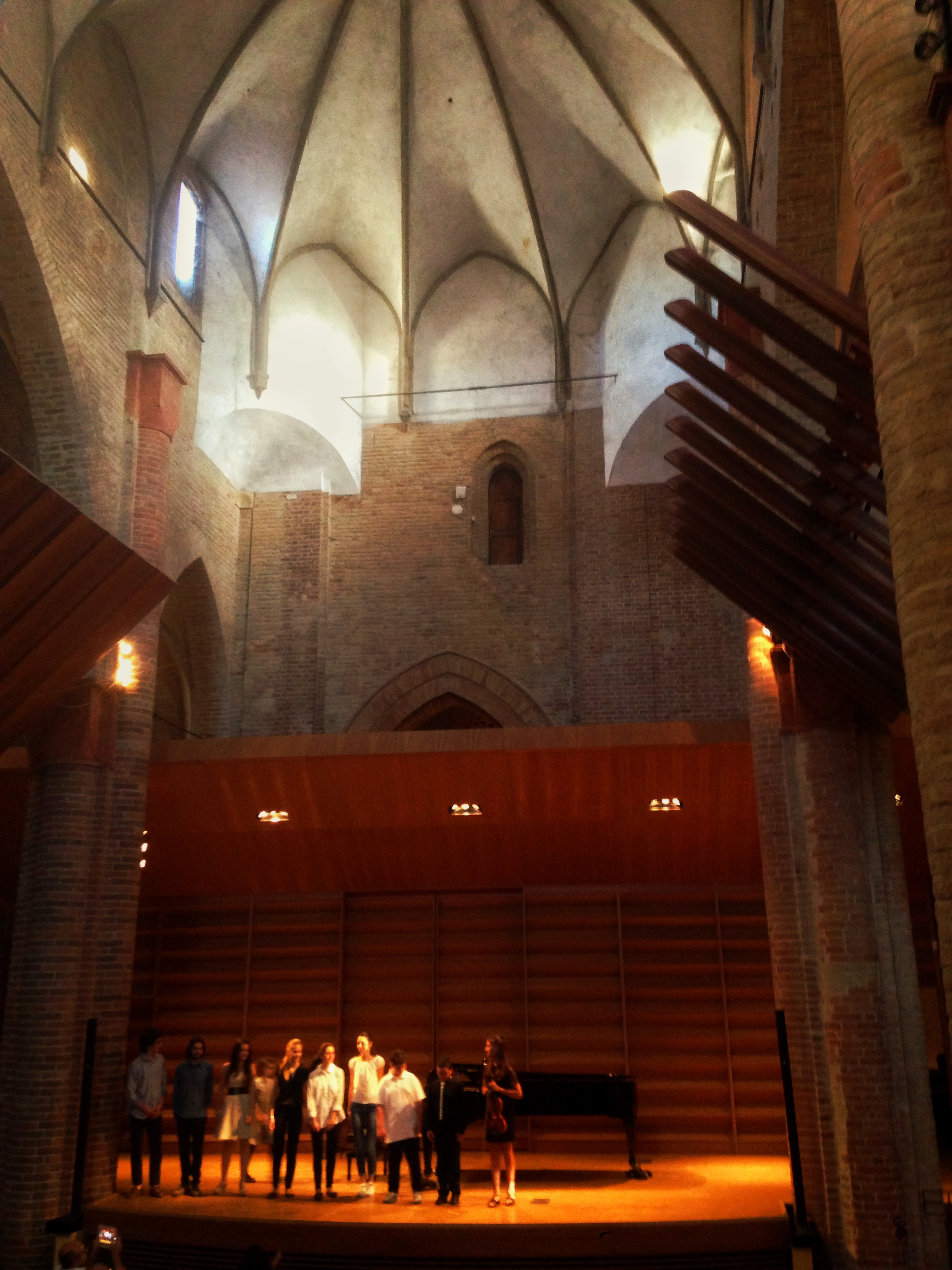
Interno dell'ex chiesa di Santa Maria del Carmine

Ex luogo di culto costruito in stile gotico, è situata in adiacenza al Lungoparma nell'attuale via Duse, nel cuore del centro cittadino. Fu costruita alla fine del XIII secolo per i frati Carmelitani, ma, in seguito alla soppressione napoleonica dei conventi decisa nel 1810, fu confiscata unitamente all'attiguo convento ed in seguito riutilizzata in svariati modi. Recentemente è stata restaurata completamente e trasformata in auditorium del conservatorio Arrigo Boito, che ne occupa l'ex convento.

### Chiesa di Santa Maria degli Angeli

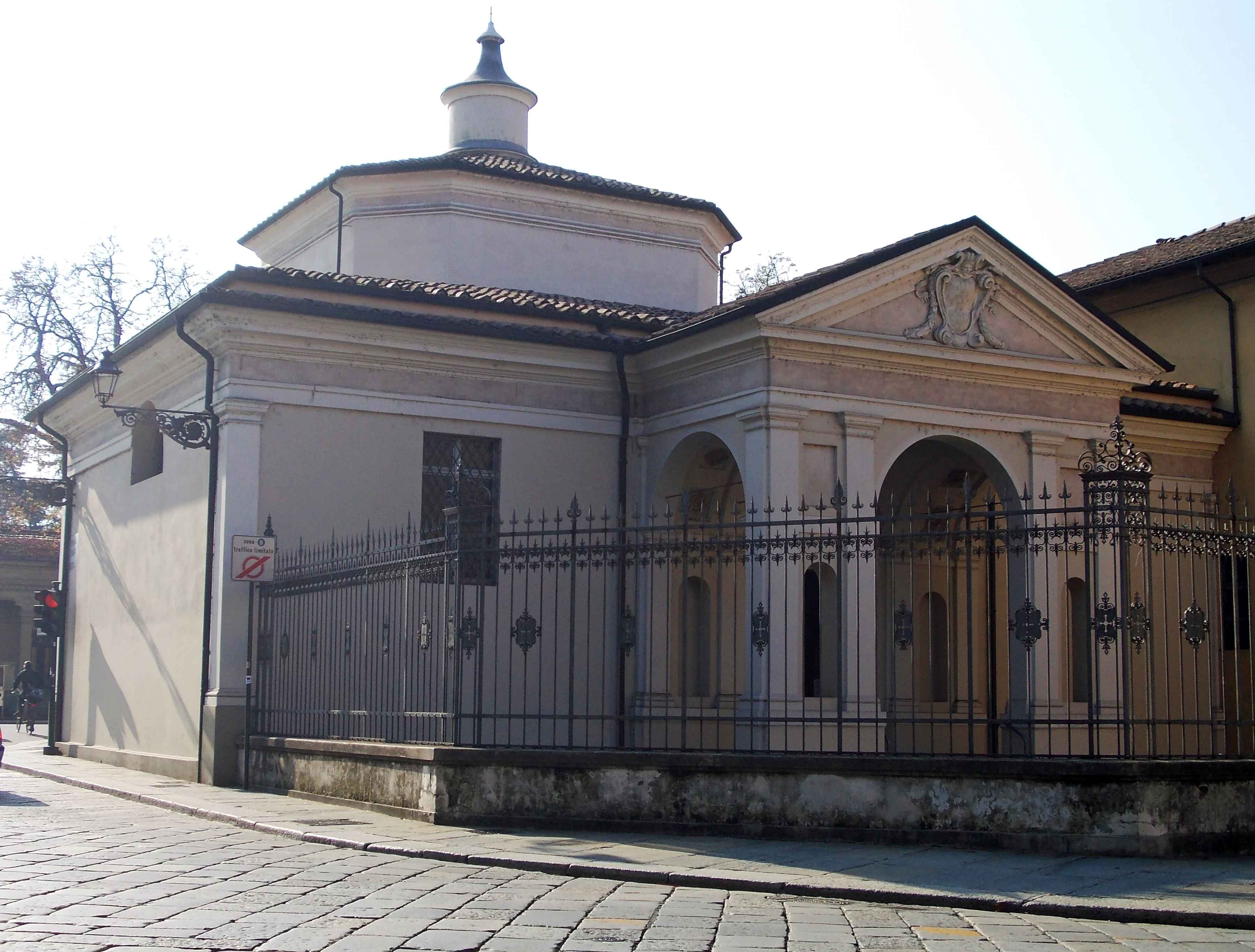
Esterno della chiesa di Santa Maria degli Angeli

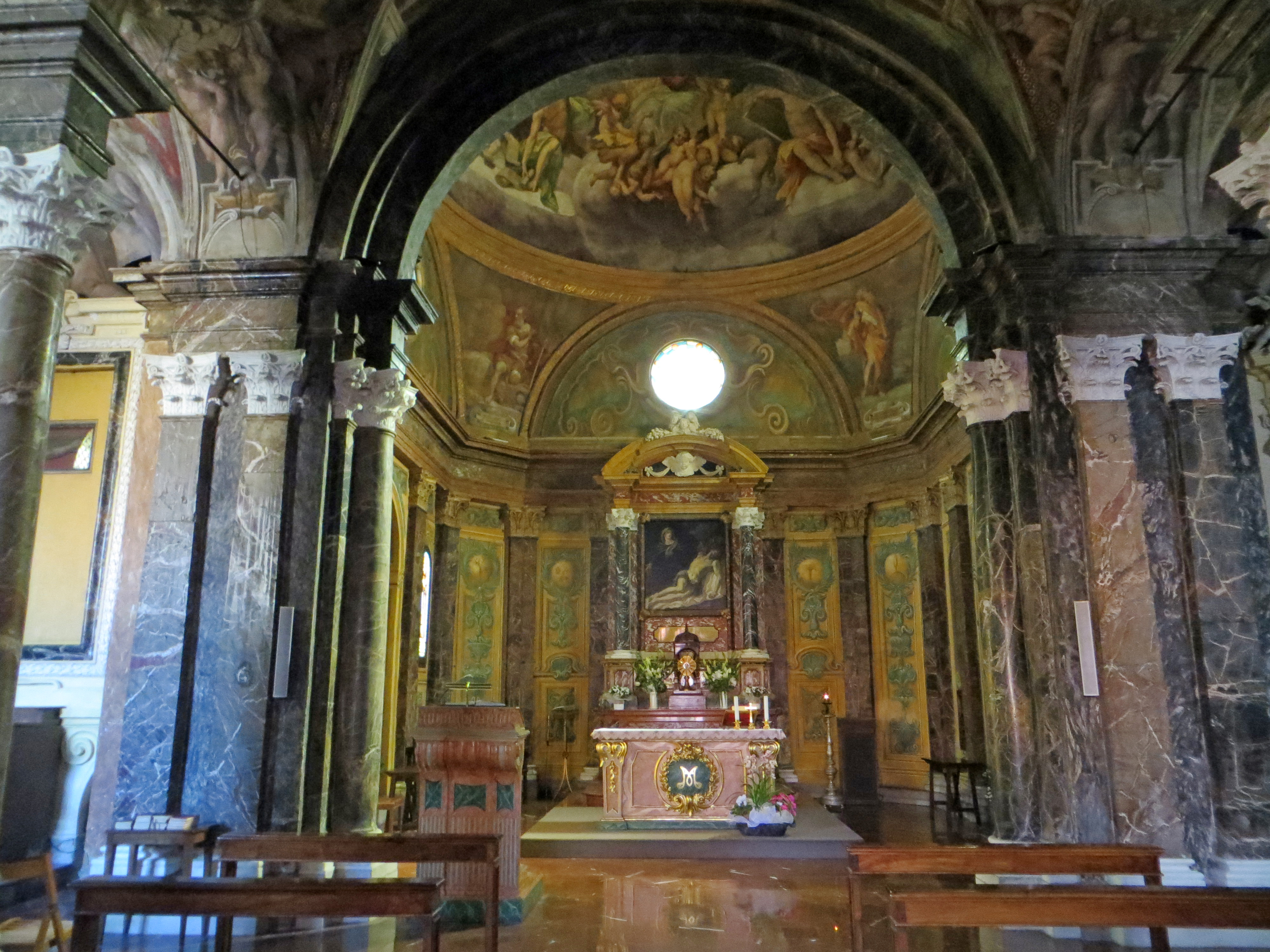
Navata centrale della chiesa di Santa Maria degli Angeli

Piccola chiesa annessa all'adiacente Monastero delle Clarisse Cappuccine, sorge al termine di strada Farini, all'angolo con lo stradone Martiri della Libertà. Fu costruita tra il 1565 ed il 1569 su progetto dell'architetto Giovanni Francesco Testa. L'edificio è preceduto all'esterno da un portico a tre fornici con archi a tutto sesto, mentre l'interno rettangolare, diviso in tre navate separate da otto colonne binate in marmo, è interamente decorato con affreschi cinquecenteschi e seicenteschi di Giovanni Maria Conti della Camera, Pier Antonio Bernabei, Sebastiano Ricci e Giovanni Battista Tinti.

## Principali edifici religiosi situati nel quartiere Oltretorrente

### Chiesa della Santissima Annunziata

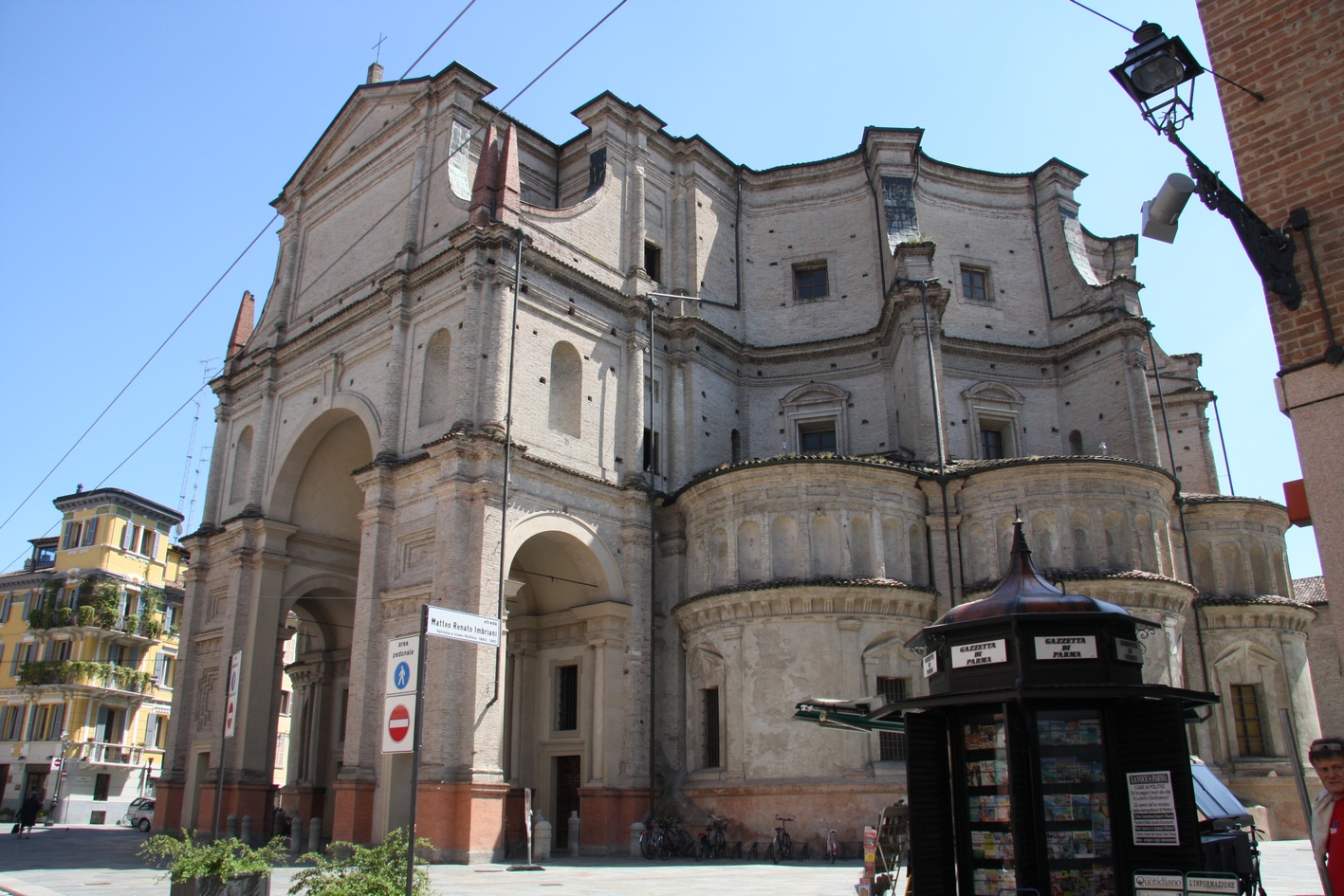
Esterno della chiesa della Santissima Annunziata

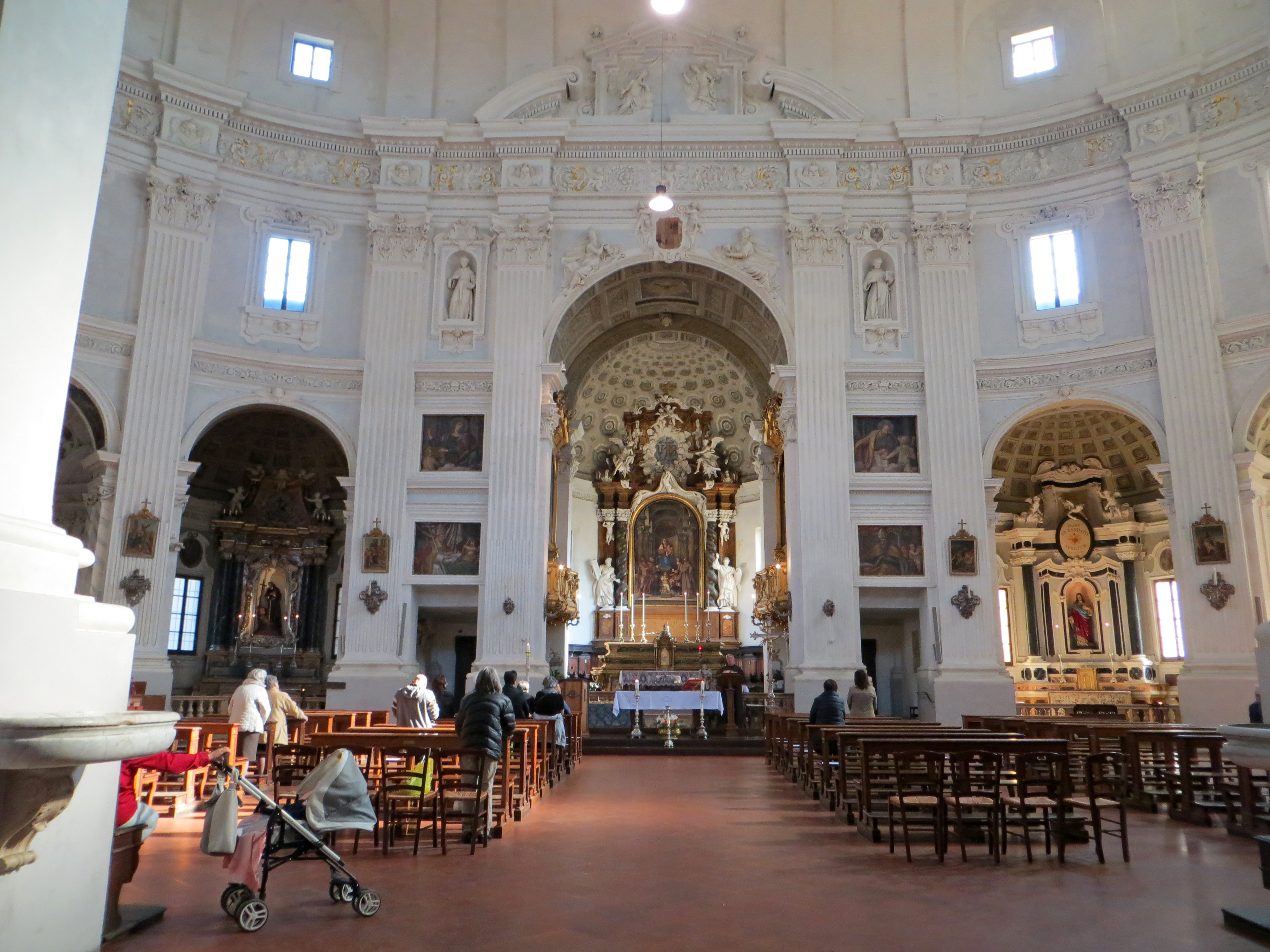
Interno della chiesa della Santissima Annunziata

Importante edificio religioso annesso al monastero francescano maschile, sito nella zona detta anche "Capo di Ponte" all'inizio dell'attuale strada D'Azeglio, rappresenta uno dei monumenti più significativi del Manierismo sperimentale della seconda metà del XVI secolo. La costruzione della chiesa iniziò nel 1566 su progetto di Giovan Battista Fornovo, allievo del Vignola, per volere del duca Ottavio Farnese, mentre l'adiacente chiostro fu completato solo nel 1688. La facciata è costituita da un monumentale arco di ingresso, attraverso il quale si accede al corpo centrale a pianta ellittica con dieci absidiole (cinque per lato) disposte a raggiera attorno all'aula sacra ed arricchite da opere di artisti tra i quali Luca e Giovanni Battista Reti, Biagio Martini, Giuseppe Sbravati, Sebastiano Galeotti e Giovanni Battista Tinti.

### Chiesa di Santa Maria delle Grazie

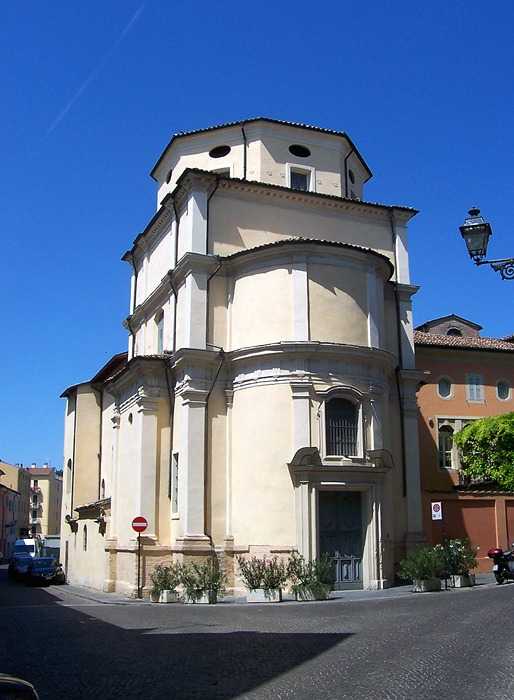
Chiesa di Santa Maria delle Grazie

Piccolo oratorio dalle forme barocche, sorge nella zona detta anche "Capo di Ponte" nell'attuale via dei Farnese. Fu edificata nel 1617 su progetto attribuito a Giovanni Battista Magnani quale sede della confraternita delle Stigmate di San Francesco e per accogliervi una venerata immagine della Vergine del Soccorso, ma venne modificata nel 1644 dall'architetto romano Girolamo Rainaldi. A pianta centrale, conserva la cupola affrescata da Sebastiano Galeotti con un'Assunzione ispirata a quella realizzata dal Correggio per il Duomo e, nelle cappelle laterali, due importanti dipinti di Sisto Badalocchio e Antonio Savazzini.

### Oratorio di Sant'Ilario

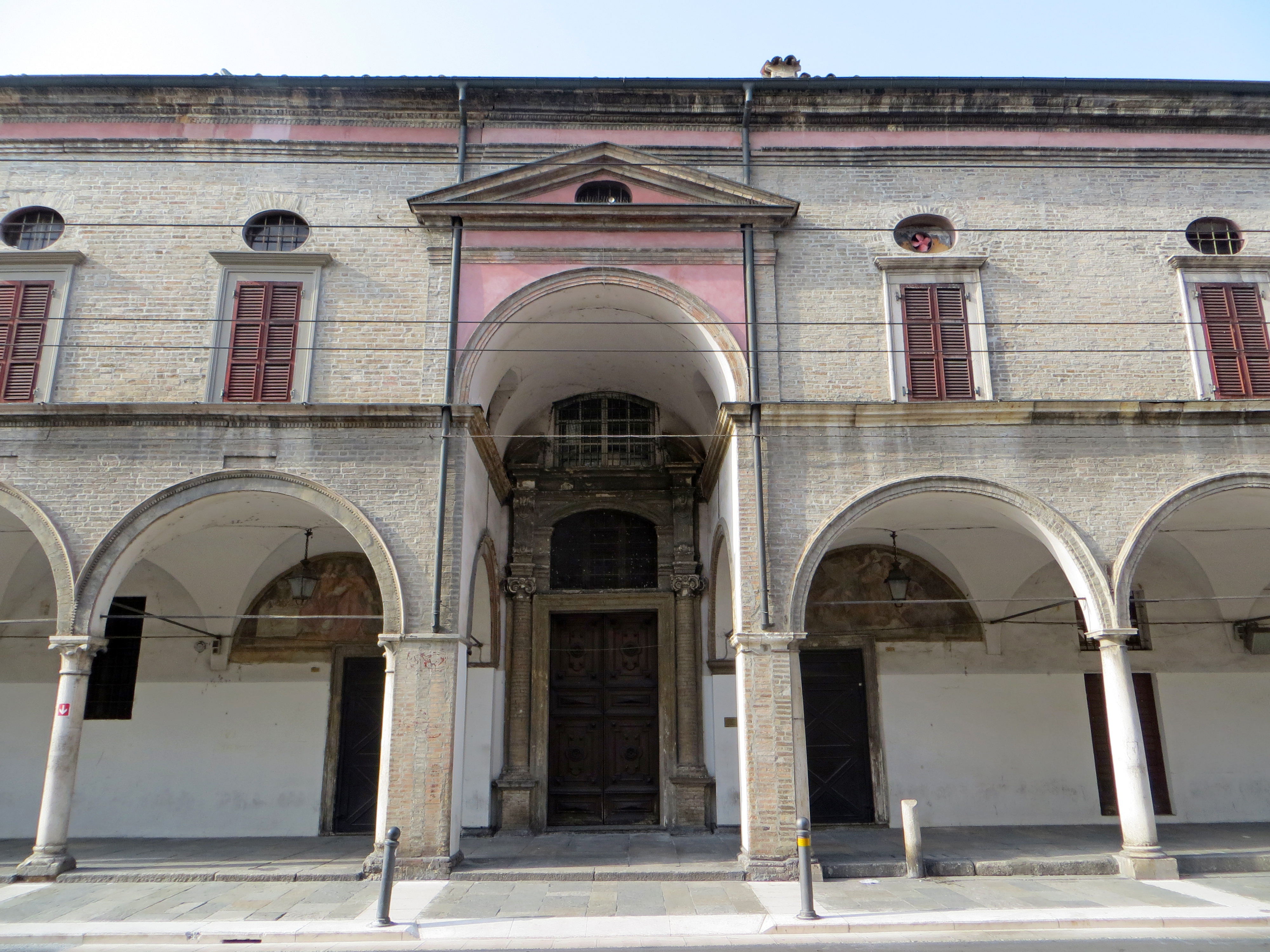
Facciata d'ingresso dell'oratorio di Sant'Ilario

Piccolo oratorio barocco dedicato al patrono della città, è situato all'interno del complesso storico dell'Ospedale Vecchio sull'attuale strada D'Azeglio. Fu costruito in sostituzione della chiesa dedicata a sant'Ilario posta sulla via Emilia verso Piacenza, poco fuori le mura, abbattuta per ragioni militari nel 1546 da Pier Luigi Farnese, e ristrutturato nelle forme attuali nel 1663. L'oratorio si compone di tre navate scandite da pilastri, con volte e lunette decorate a fresco da Giovanni Maria Conti della Camera tra il 1663 e il 1666.

### Ex Chiesa di San Francesco di Paola

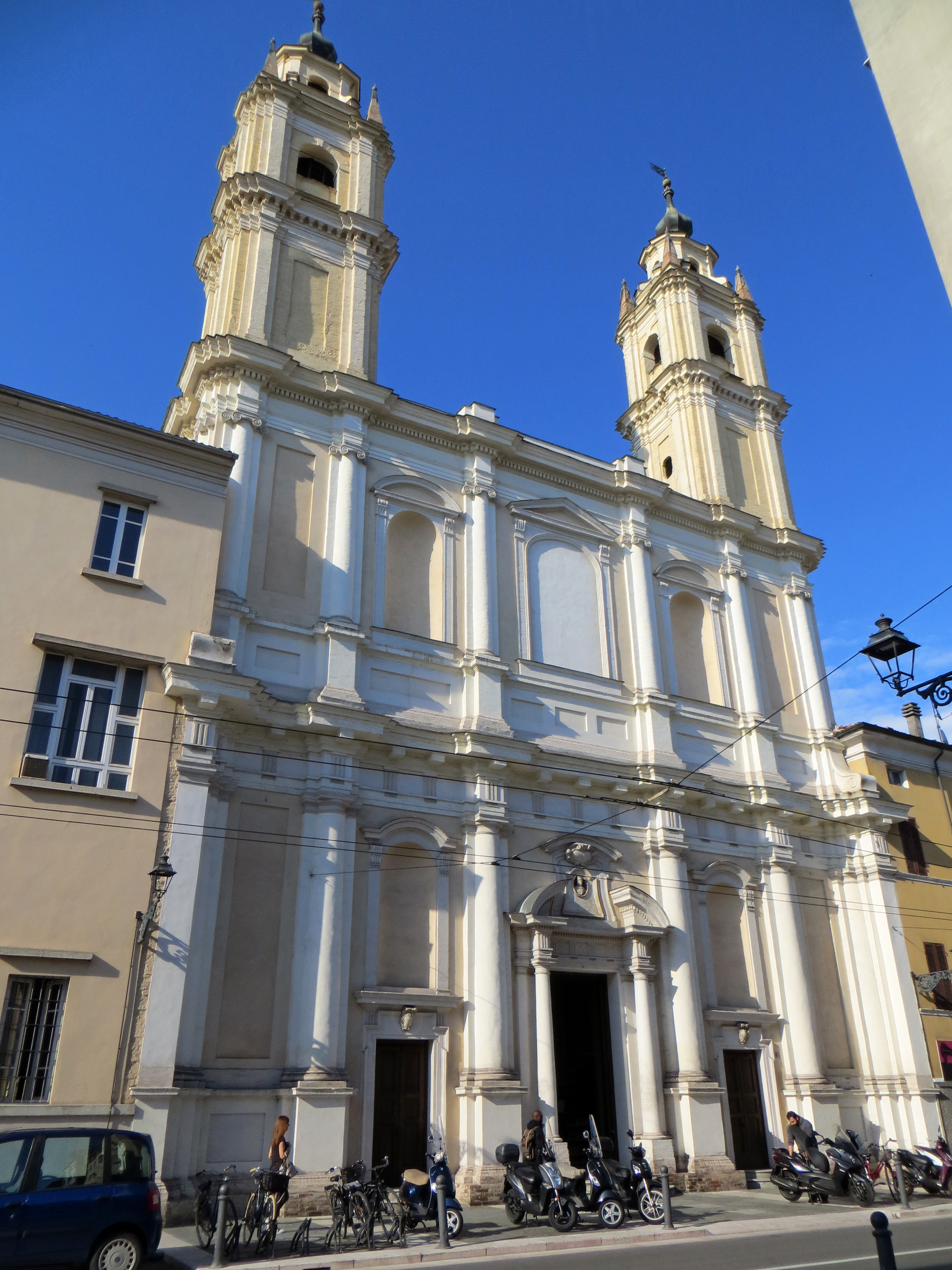
Ex chiesa di San Francesco di Paola

Ex luogo di culto dalle forme barocche, sorge in strada D'Azeglio a fianco dell'Ospedale Vecchio. La facciata, contornata da due torri dette "dei Paolotti", fu costruita nel 1689 da Carlo Virginio Draghi per i gerosolimitani e rappresenta l'unica struttura ancora oggi esistente del convento e della chiesa dei frati minimi di san Francesco di Paola, risalenti agli anni tra il 1625 ed il 1632 ma confiscati in seguito alla soppressione napoleonica del 1810. Dal 1936 il convento ospita alcuni dipartimenti dell'Università di Parma.

### Chiesa di Santa Croce

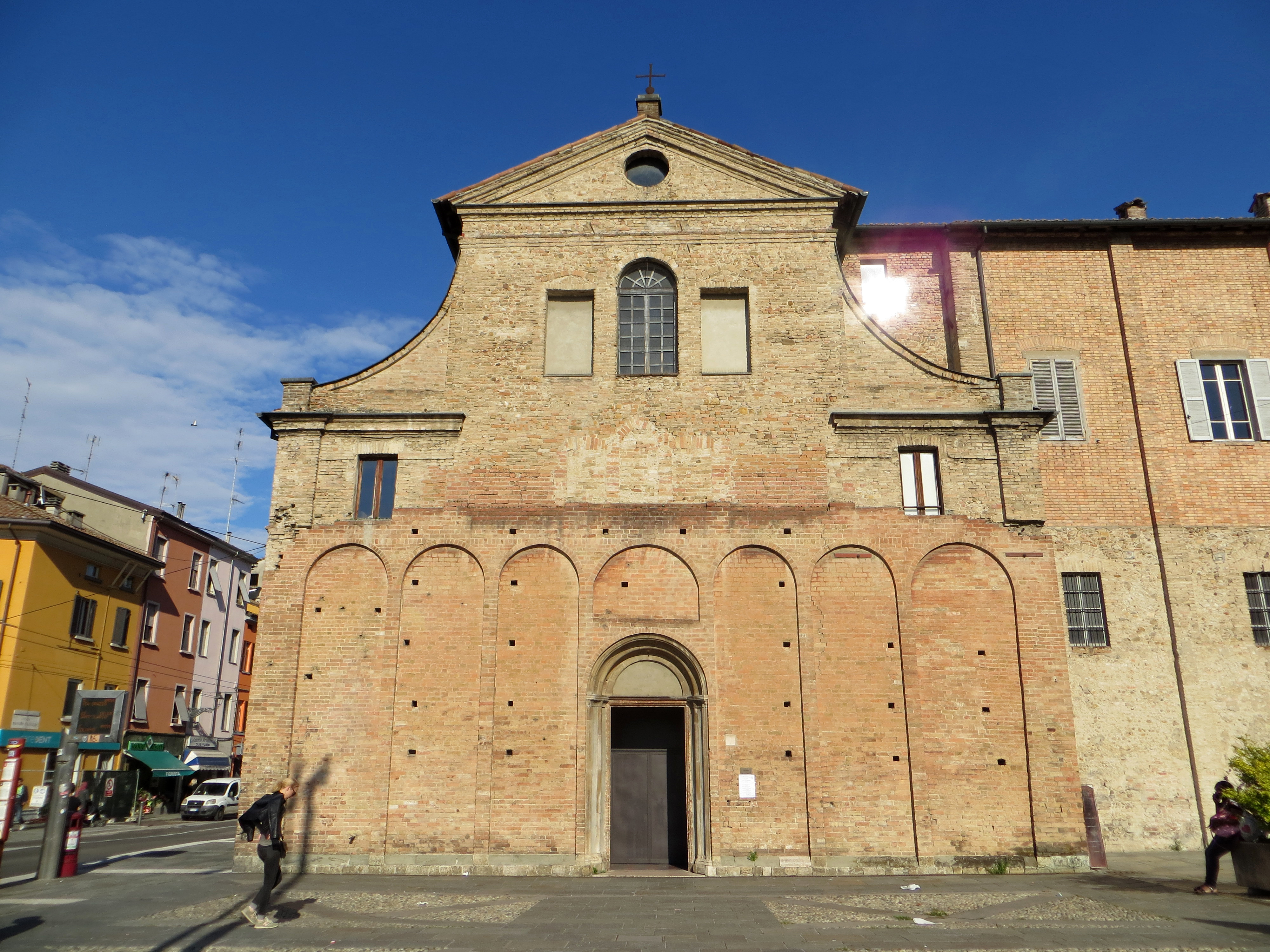
Facciata della chiesa di Santa Croce

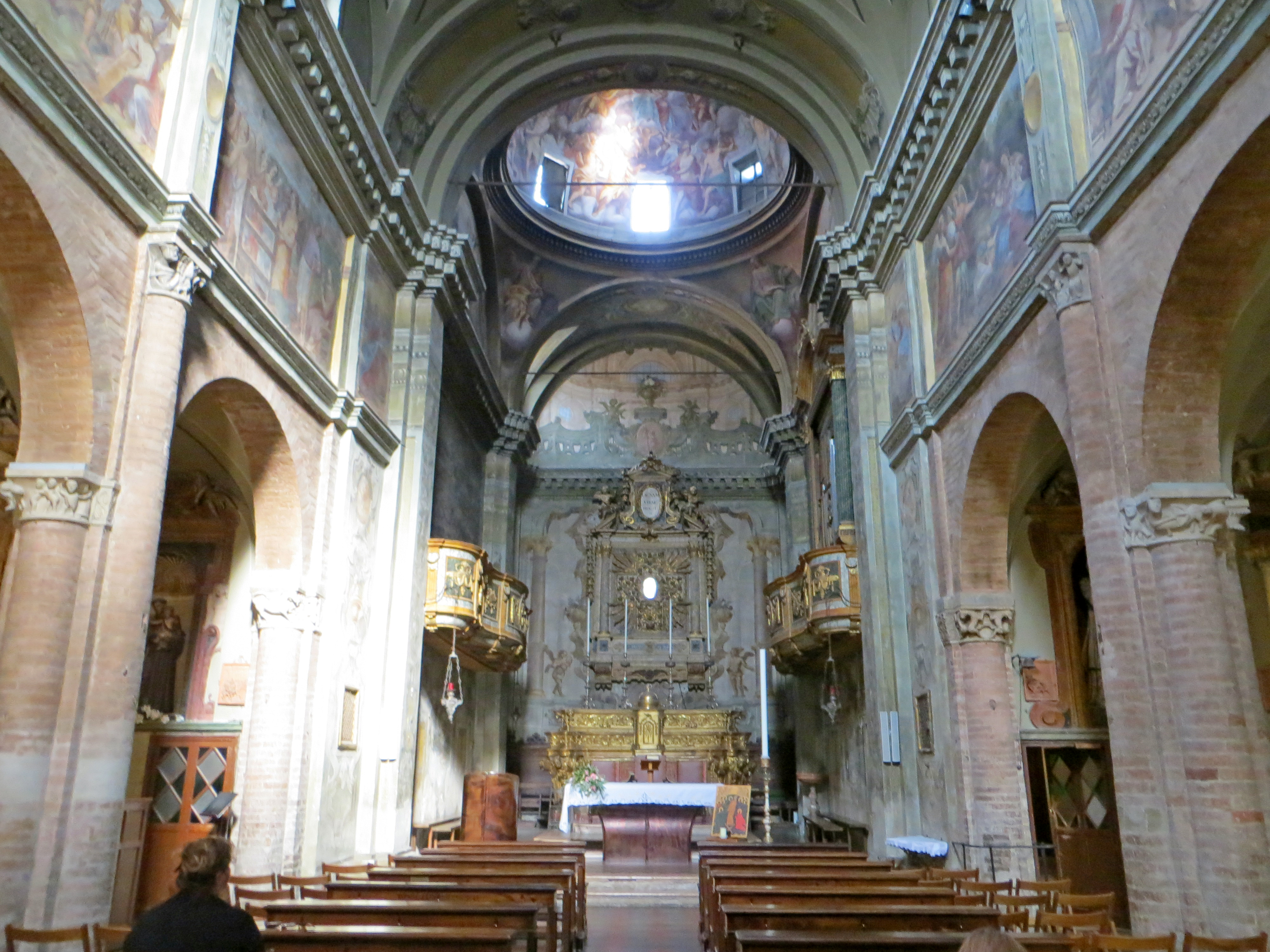
Interno della chiesa di Santa Croce

Importante edificio religioso del 1210 e prima tappa tra le chiese arcipresbiteriane della via Francigena, sorge sull'omonimo piazzale al termine di strada D'Azeglio. L'originaria costruzione romanica era suddivisa in tre navate e terminava con un'abside semicircolare, ma subì varie modifiche nei secoli, dapprima nel 1415 e successivamente tra il 1635 e il 1666. Dell'antico edificio si conservano i capitelli sui pilastri della navata centrale e alcune tracce all'esterno. L'interno è decorato con affreschi del XVII secolo realizzati da Giovanni Maria Conti della Camera ed aiuti.

### Chiesa di Santa Maria del Quartiere

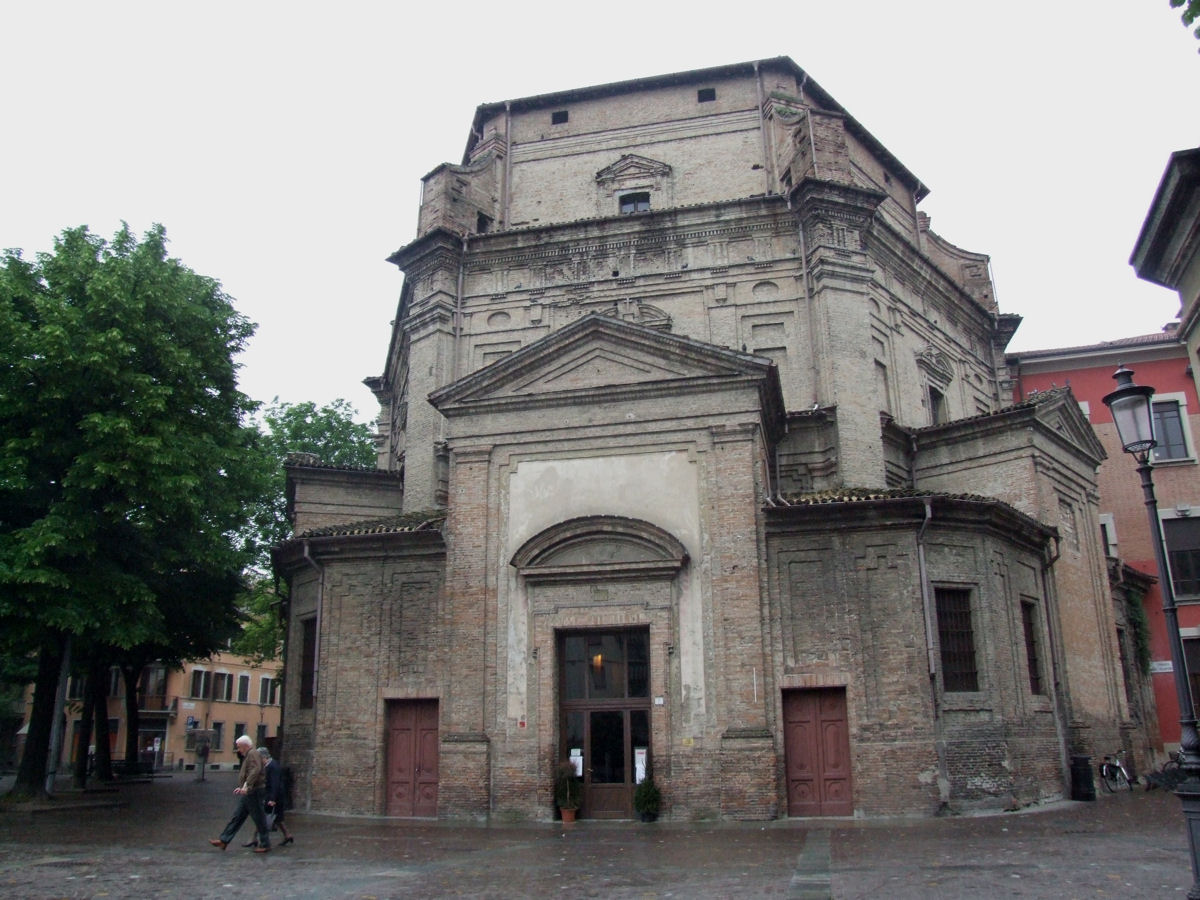
Facciata della chiesa di Santa Maria del Quartiere

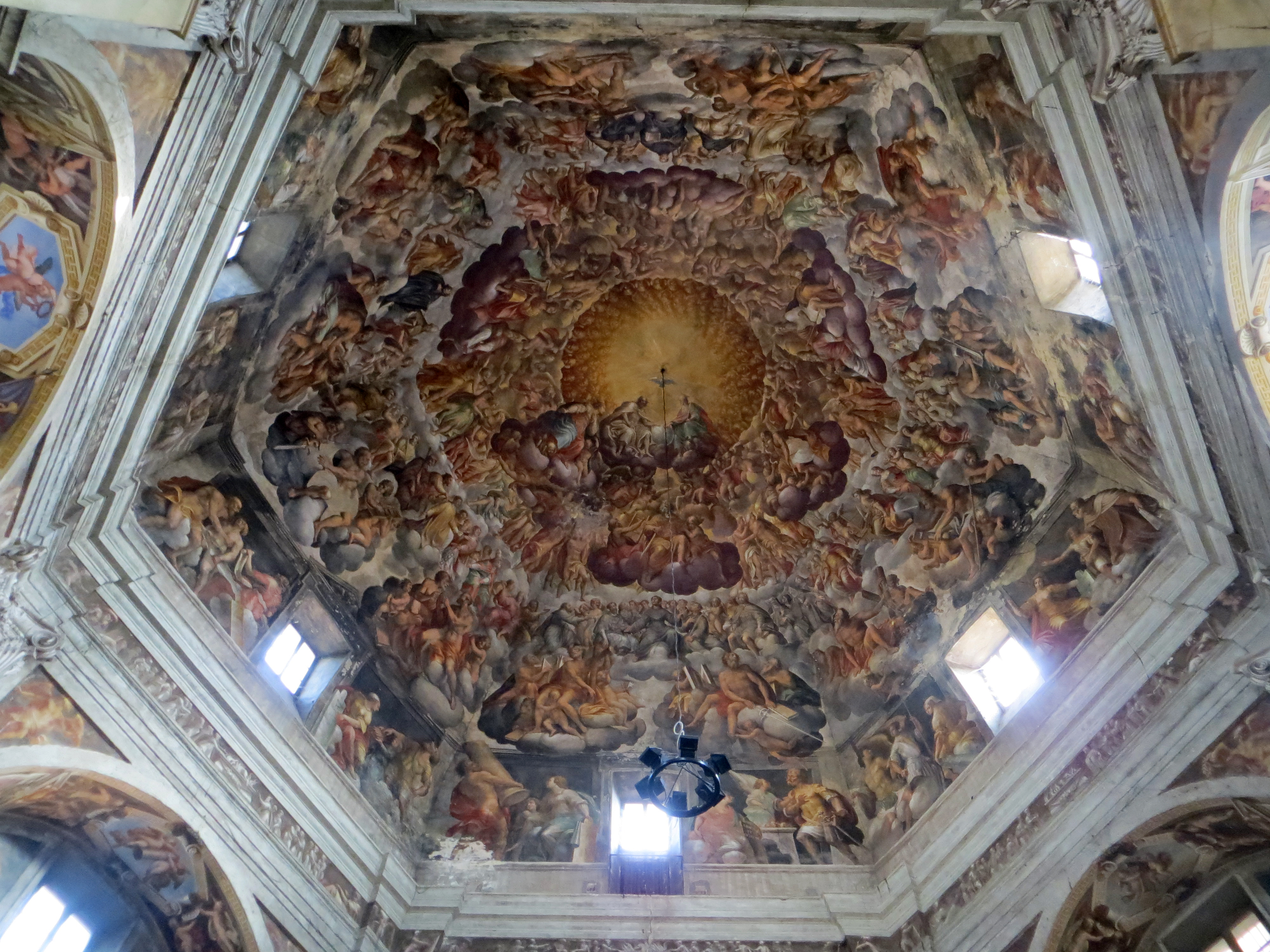
Cupola della chiesa di Santa Maria del Quartiere

Chiesa dalle forme barocche, sorge all'inizio dell'omonima strada su un lato di piazzale Picelli. Fu costruita tra il 1604 ed il 1619 in una zona allora non edificata all'interno delle mura cittadine, su progetto attribuito a Giovan Battista Aleotti detto l'"Argenta", lo stesso architetto che realizzò il Teatro Farnese all'interno del Palazzo della Pilotta. La chiesa, a forma di prisma esagonale, presenta uno spazio interiore centrale dominato da una grande cupola con magnifici affreschi del Paradiso, realizzati nel 1619 da Pier Antonio Bernabei.

## Principali edifici religiosi situati all'esterno dell'area urbana

### Abbazia Cistercense di Valserena

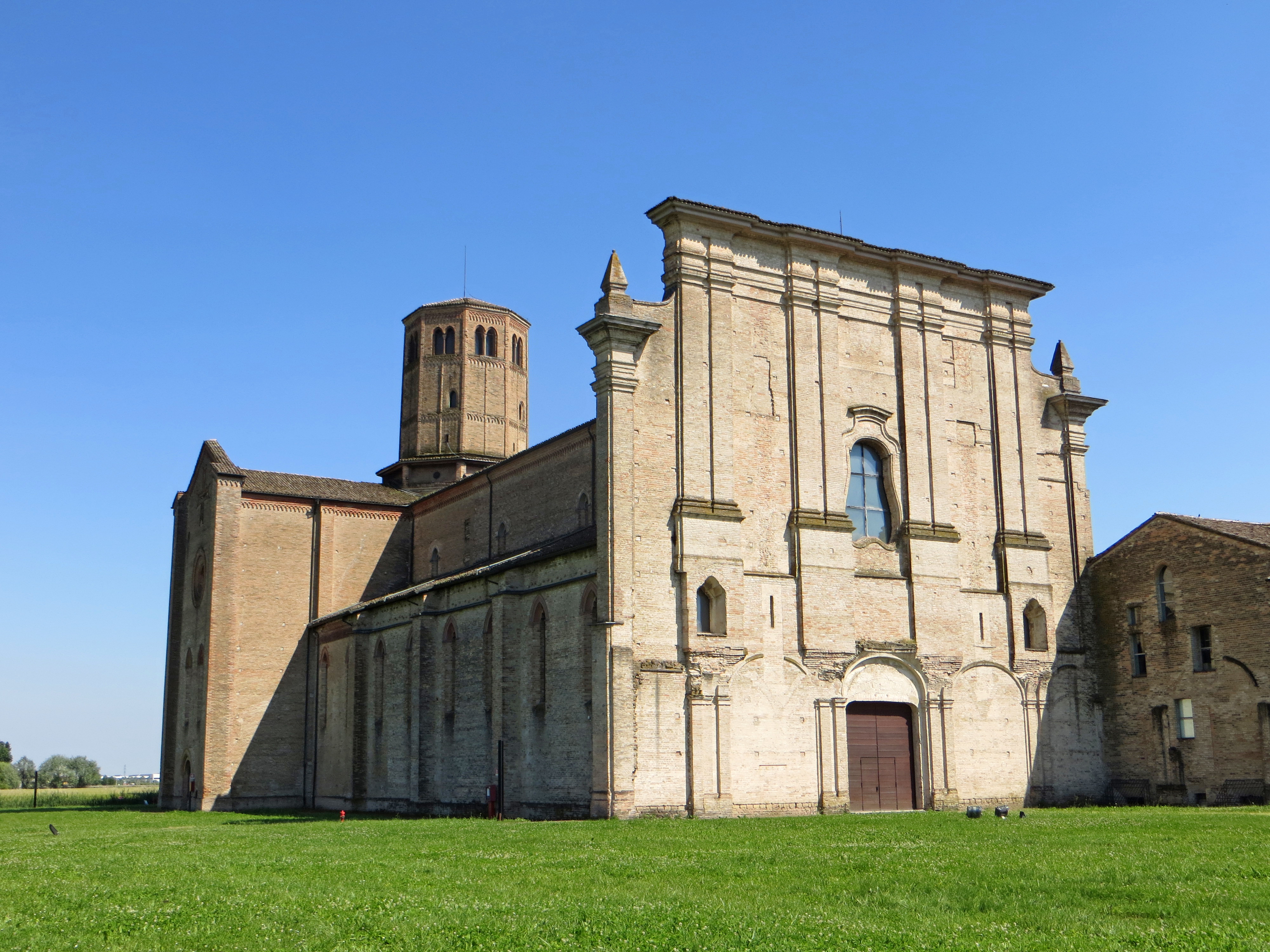
Facciata e lato nord della chiesa dell'abbazia di Valserena

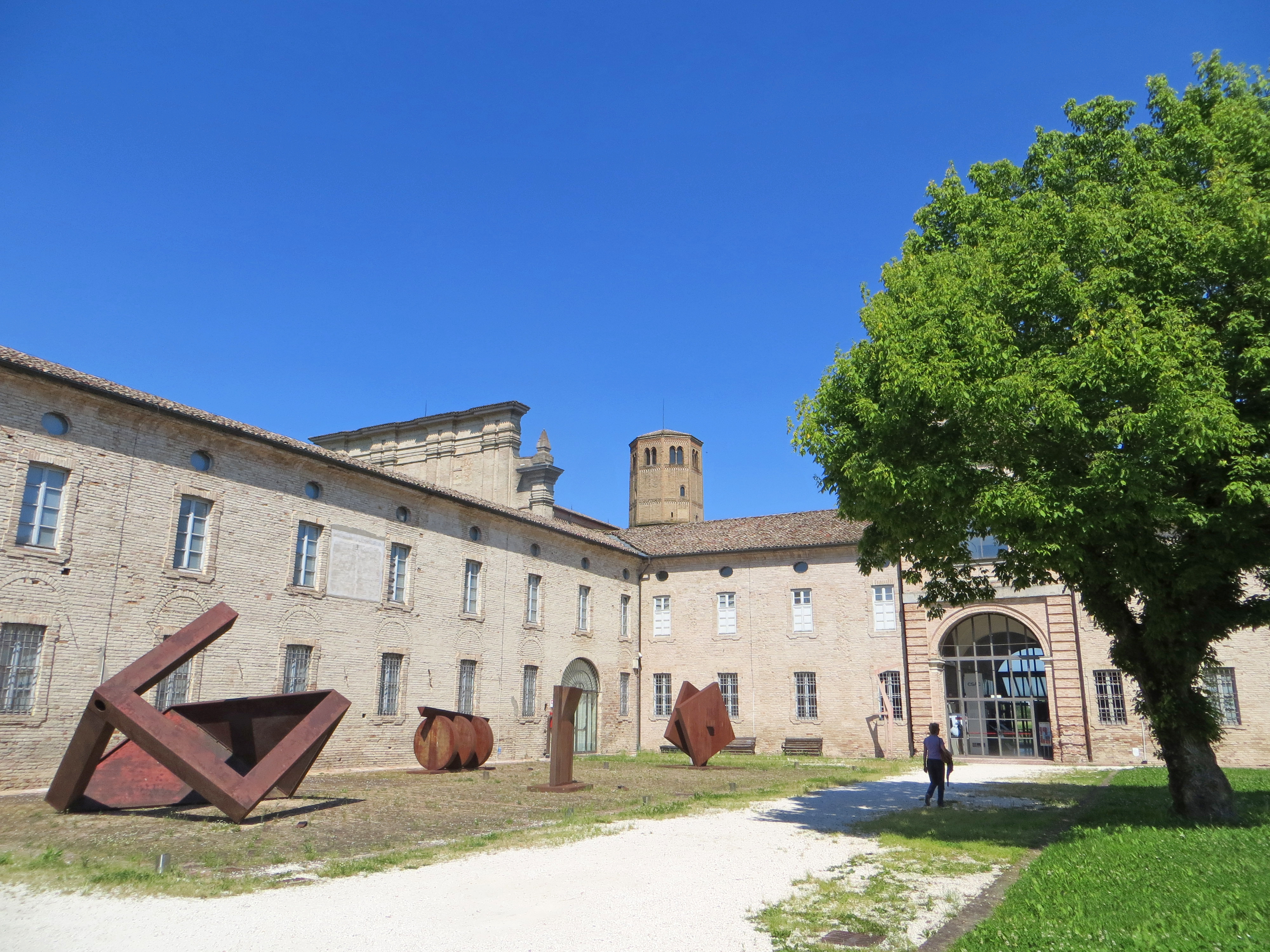
Corte delle Sculture dell'abbazia di Valserena

Ex abbazia cistercense, la sua imponente mole si eleva nelle campagne della Bassa parmense pochi chilometri a nord della città, in località Paradigna. Conosciuta anche sotto il nome di abbazia di San Martino dei Bocci, viene comunemente ed erroneamente definita certosa di Parma, in quanto potrebbe aver ispirato Stendhal per il suo omonimo romanzo. La sua costruzione iniziò per volere del cardinale parmigiano Gerardo Bianchi nel 1298 e terminò verso il 1385, ampliandosi e modificandosi ulteriormente nel corso dei successivi secoli. La chiesa, la cui facciata fu costruita all'inizio del XVIII secolo, si sviluppa su una pianta a croce latina; la copertura a crociera delle tre navate si presenta in stile gotico lombardo, arricchita dalle tracce di affreschi cinquecenteschi. Inoltre il presbiterio è decorato da affreschi del Baglione. Fu sconsacrata in seguito alla soppressione napoleonica dei conventi del 1810 ed oggi appartiene all'Università di Parma, che vi ha realizzato il Centro studi e archivio della comunicazione (CSAC), inaugurato definitivamente al pubblico nel maggio del 2015.

### Certosa di Santa Maria de Schola Dei

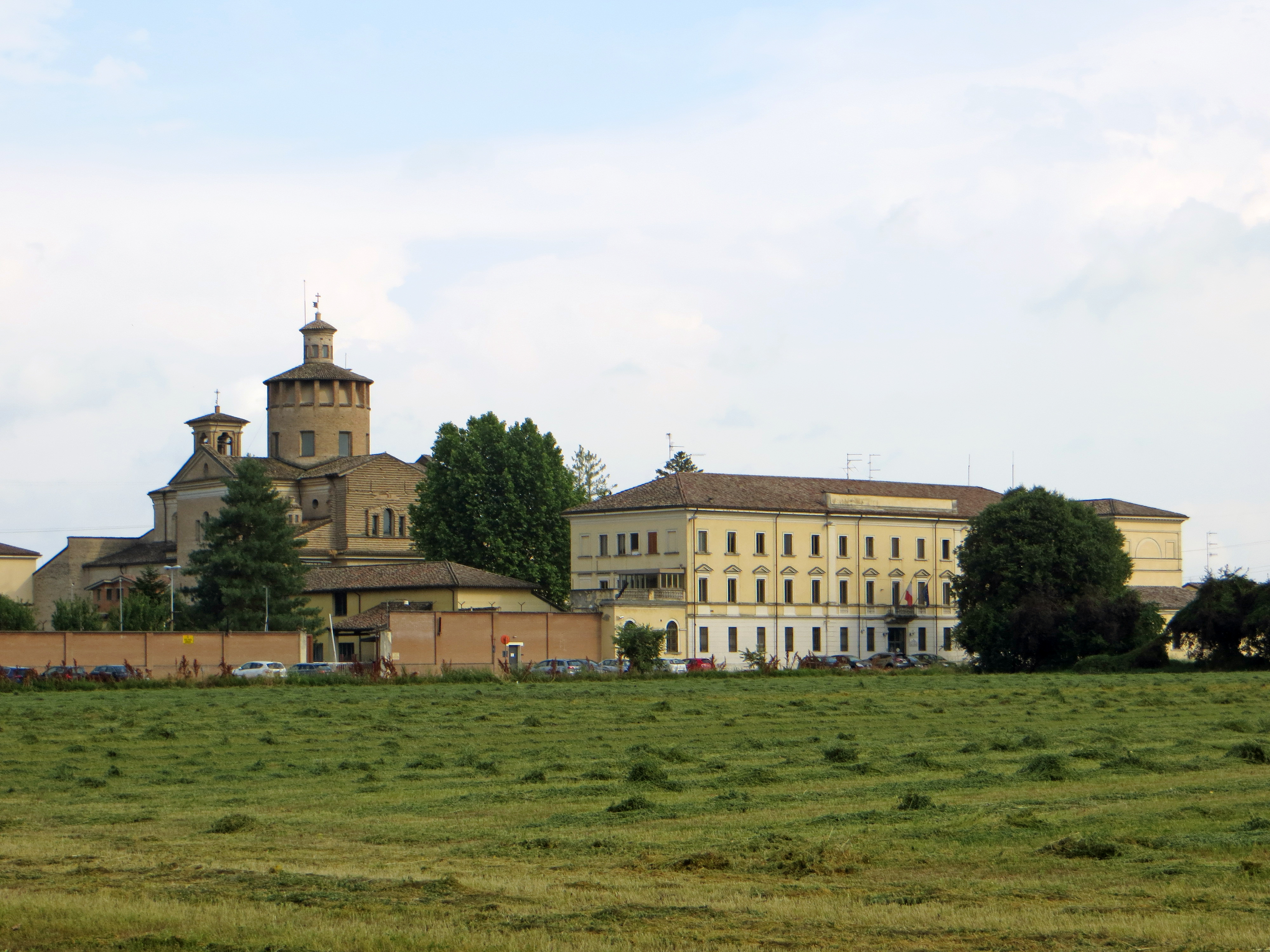
Esterno della certosa di Parma

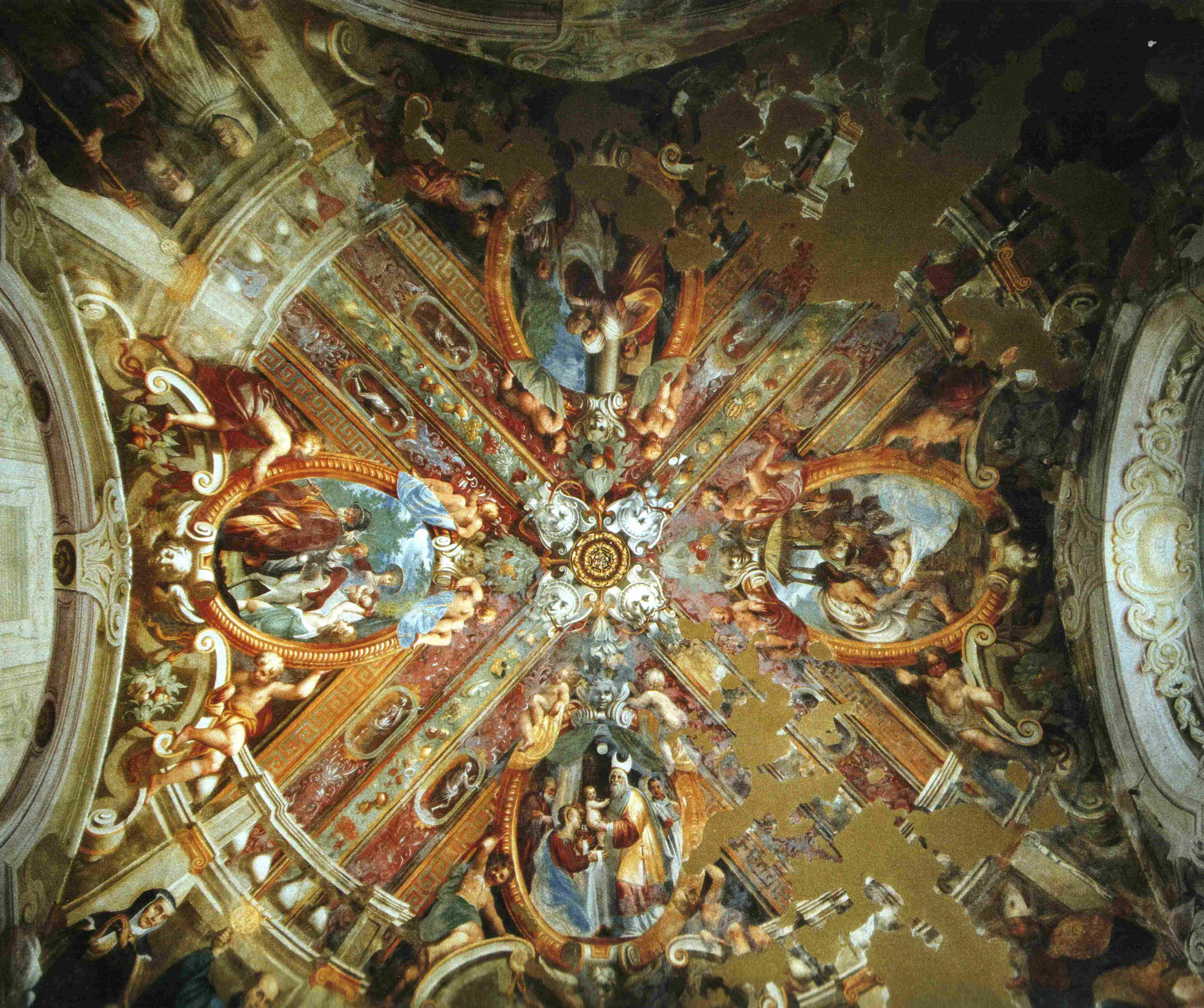
Volta della sagrestia della certosa di Parma

Grande complesso monastico dei certosini, sorge alle porte della città a nord-est, nei pressi di via Mantova. Conosciuta anche sotto il nome di "Certosa di Parma", fu fondata nel 1285 dal parmense Rolando Taverna, vescovo di Spoleto, stretto amico del cardinale Gerardo Bianchi, fondatore della vicina abbazia cistercense di Valserena. Comprendeva già allora una piccola chiesa e due chiostri, vasti orti e frutteti, tutto all'interno di una cinta di clausura; tuttavia, rimangono poche tracce degli edifici originari, poiché già a partire dal Quattrocento ampie porzioni del complesso furono ricostruite e ancor più dopo il 1551, quando per cause belliche la certosa subì una parziale distruzione. La ricostruzione, lentissima, culminò nell'erezione e decorazione della nuova chiesa, tra il 1673 e il 1722, in forme barocche, su progetto del cremonese Francesco Pescaroli, morto nel 1679, a lavori da poco avviati. I monaci vi abitarono per più di 483 anni, fino al 1769, quando il monastero fu soppresso per ordine del duca di Parma. Dal 1805 vi trovò sede la Fabbrica Ducale dei Tabacchi, che chiuse i battenti nel 1891. Dopo ingenti lavori di ristrutturazione, nel 1900 divenne sede del Riformatorio intitolato a Raffaele Lambruschini. Dal 1975 è sede della Scuola di Formazione e Aggiornamento della Polizia Penitenziaria. Ricco di opere d'arte di artisti quali Francesco Pescaroli, Alessandro Baratta, Gian Battista Natali e Ilario Spolverini, il complesso attuale comprende, oltre alla sede della polizia penitenziaria, la chiesa barocca, due sagrestie (ultime vestigia dell'epoca gotica di fondazione), due chiostri rinascimentali (entrambi del XV secolo), di cui è viditabile solo il maggiore.

### Pieve di San Pancrazio Martire

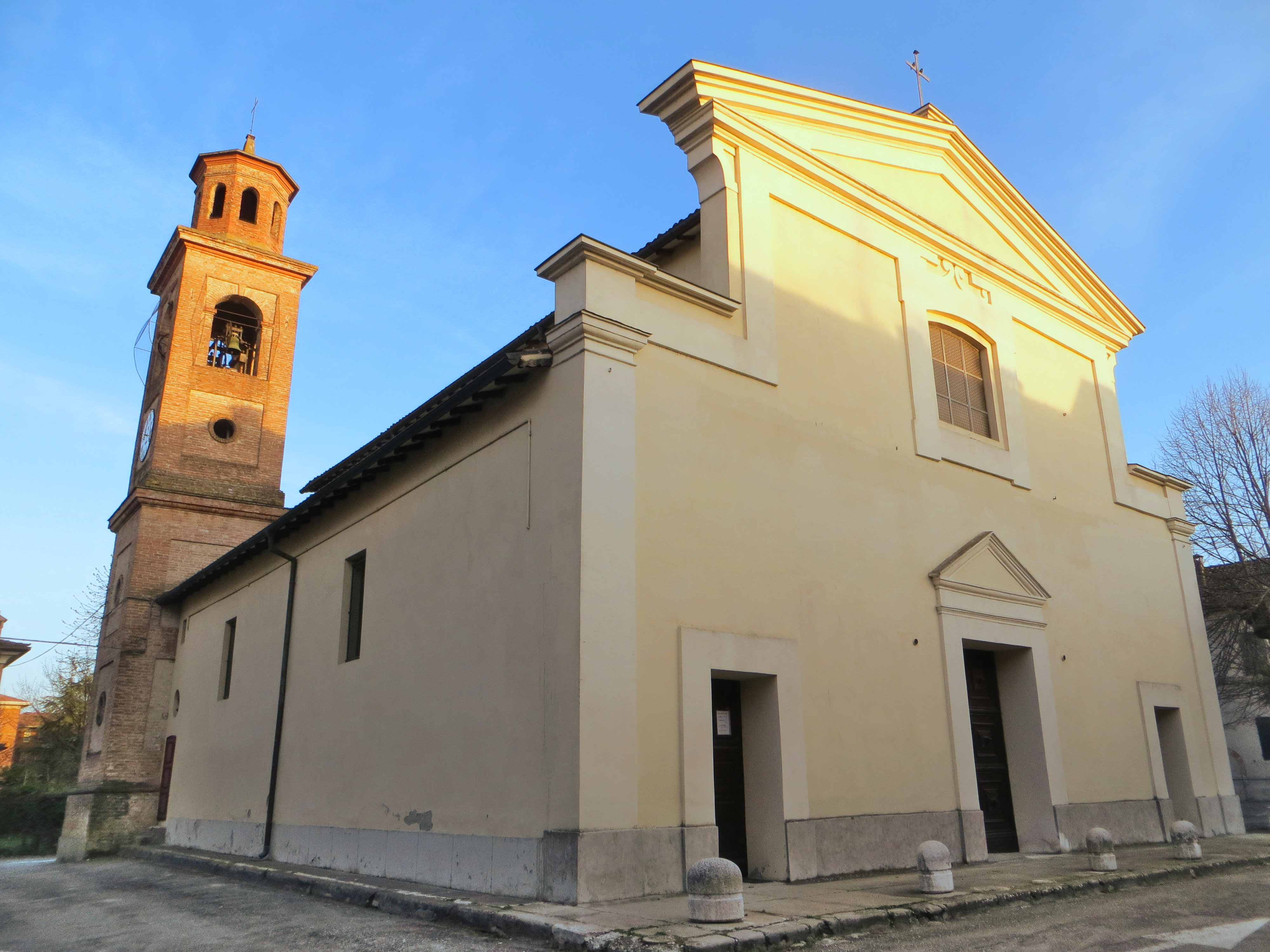
Facciata e lato nord della pieve di San Pancrazio Martire

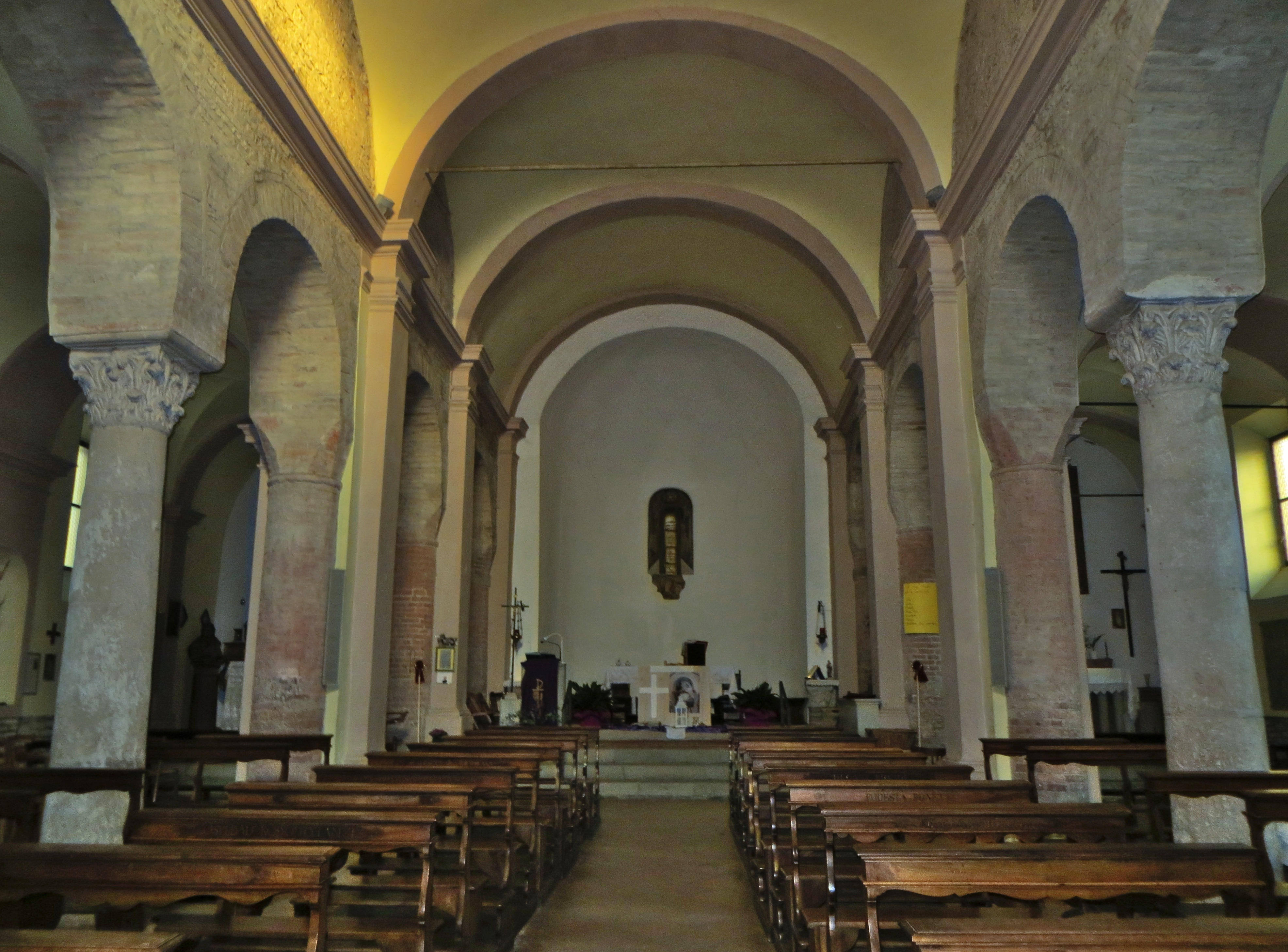
Navata centrale della pieve di San Pancrazio Martire

Chiesa parrocchiale sorta sull'antico tracciato della via Francigena, è situata nell'omonima frazione di San Pancrazio Parmense, pochi chilometri ad ovest della città lungo la via Emilia. La costruzione, sorta originariamente su una preesistente basilica romana, risale all'XI secolo, ma subì nei secoli successivi varie modifiche, soprattutto nel XVI e nel XVIII secolo. Considerata in epoca medievale tra le parrocchie cittadine, al suo interno si conservano le originarie colonne con capitelli d'epoca romana e romanica.

### Pieve di San Geminiano

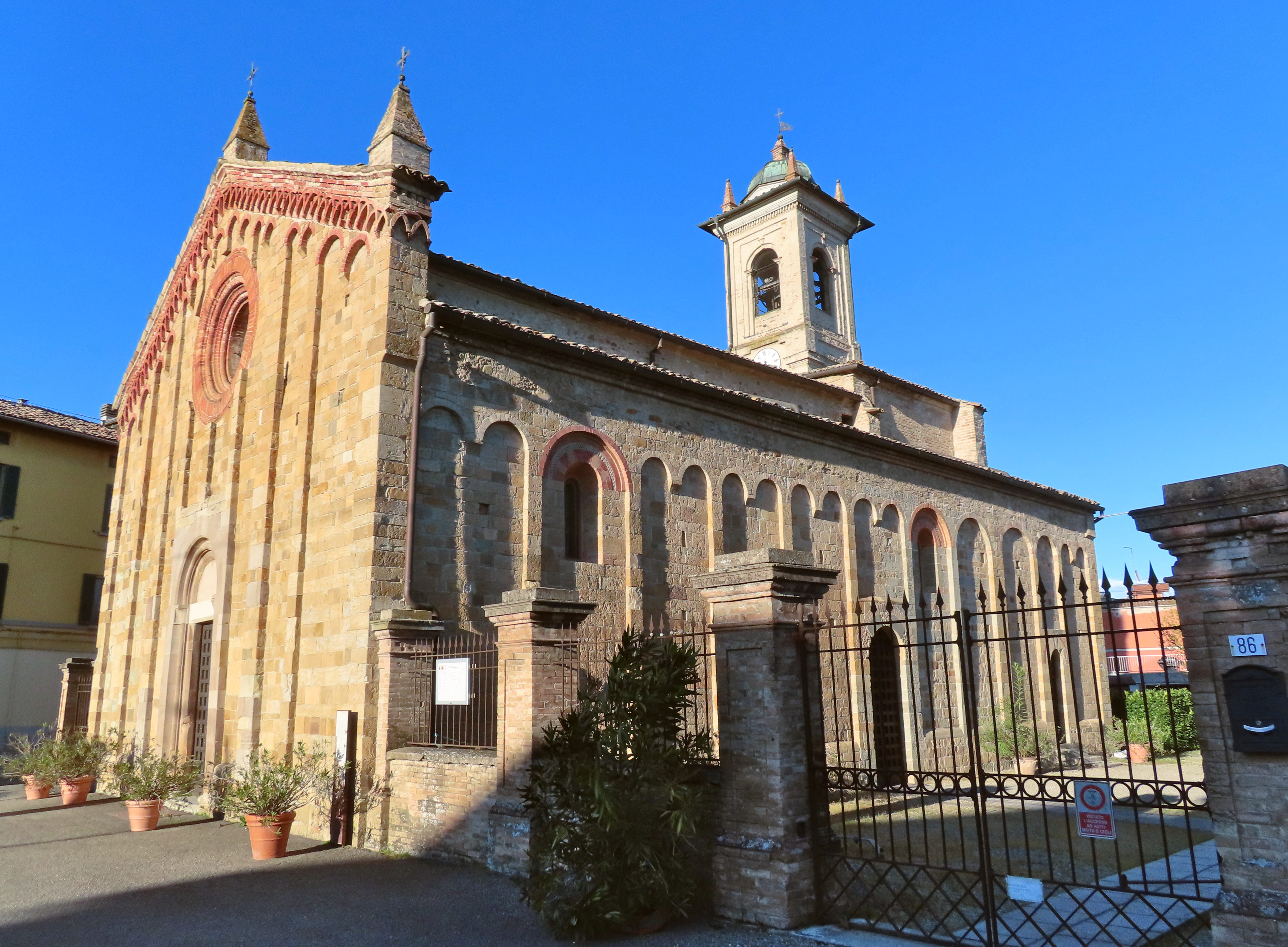
Pieve di San Geminiano

Chiesa parrocchiale sorta sull'antico tracciato della via Francigena, è situata nella frazione di Vicofertile, pochi chilometri a sud-ovest della città. La costruzione originaria, risalente al XIII secolo, subì importanti modifiche nei secoli, fino all'attuale aspetto romanico frutto di restauri terminati nel 1927. Conserva all'interno capitelli figurati risalenti al XII-XIII secolo ed un pregevole fonte battesimale medievale, ornato con bassorilievi raffiguranti scene religiose legate al pellegrinaggio.

### Pieve dei Santi Ippolito e Cassiano

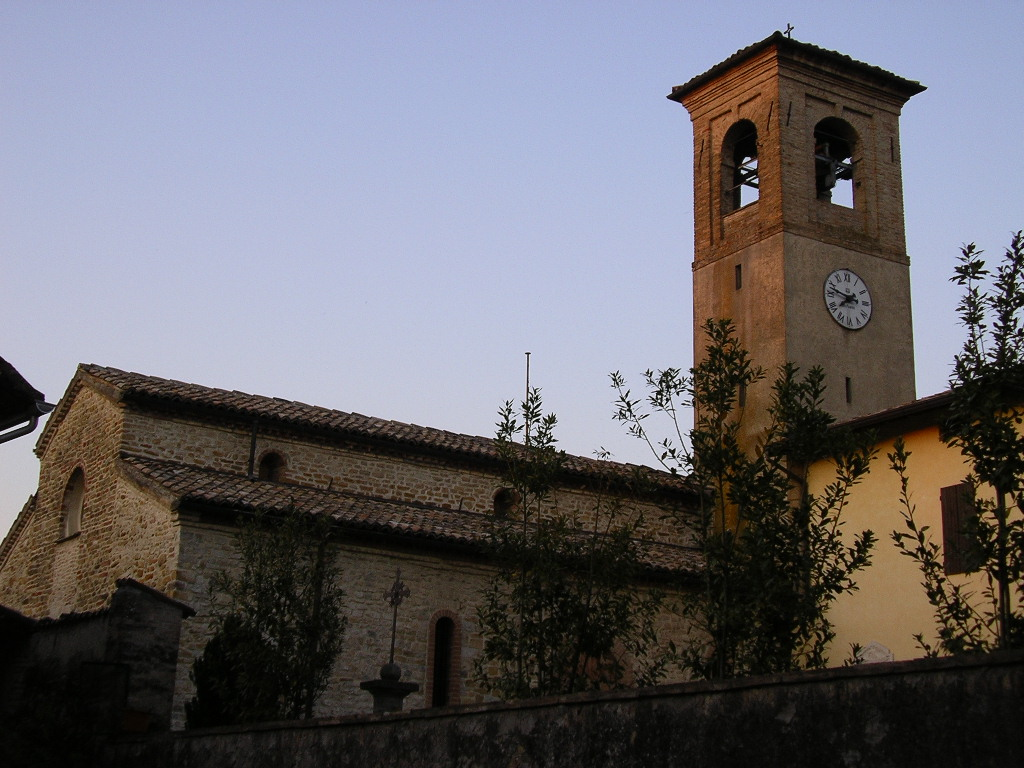
Facciata e lato sud della pieve dei Santi Ippolito e Cassiano

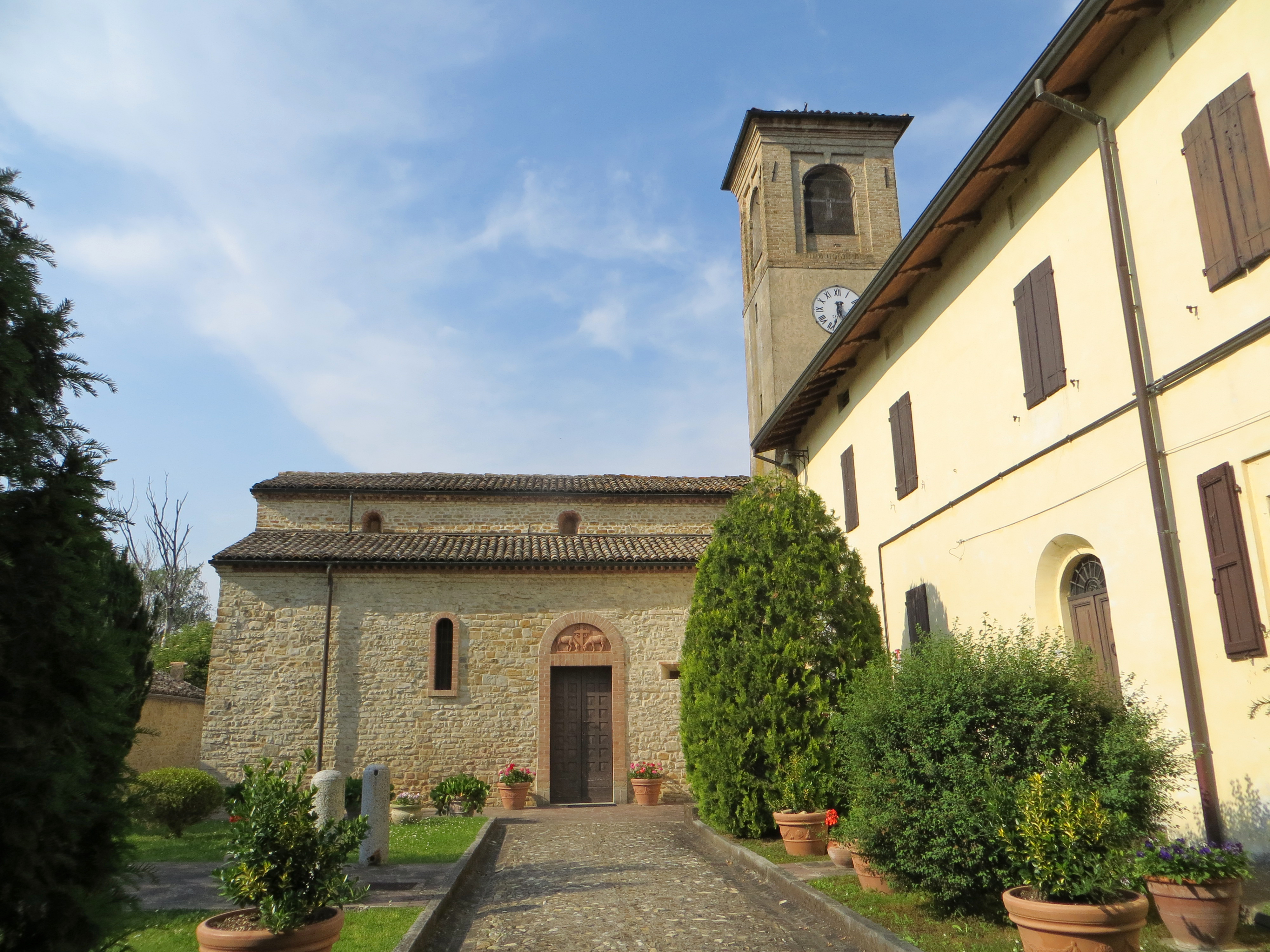
Lato sud della pieve dei Santi Ippolito e Cassiano

Luogo di culto risalente all'epoca romanica, è situata nella frazione di Gaione, pochi chilometri a sud della città. L'originaria costruzione, sorta sui resti di una villa romana, risale al IX secolo, ma subì nei secoli successivi alcune modifiche, fino al restauro del 1952 che ripristinò l'assetto medievale parzialmente perduto. Contiene vari reperti archeologici di rilievo, oltre ad affreschi del XVII e XVIII secolo.

## Altri edifici religiosi

### Chiese cattoliche

#### Edifici storici in ambito urbano
- Chiesa di Sant'Alessandro
- Chiesa di San Bartolomeo
- Chiesa di San Benedetto
- Chiesa di Santa Caterina
- Chiesa di Santa Cristina
- Chiesa di San Giacomo
- Chiesa di San Giuseppe
- Oratorio di San Gregorio Magno
- Chiesa di San Leonardo
- Chiesa di Santa Lucia
- Chiesa di Santa Maria Maddalena
- Chiesa di San Michele
- Chiesa di Ognissanti
- Chiesa di San Pietro d'Alcantara
- Chiesa di San Quintino
- Chiesa di San Rocco

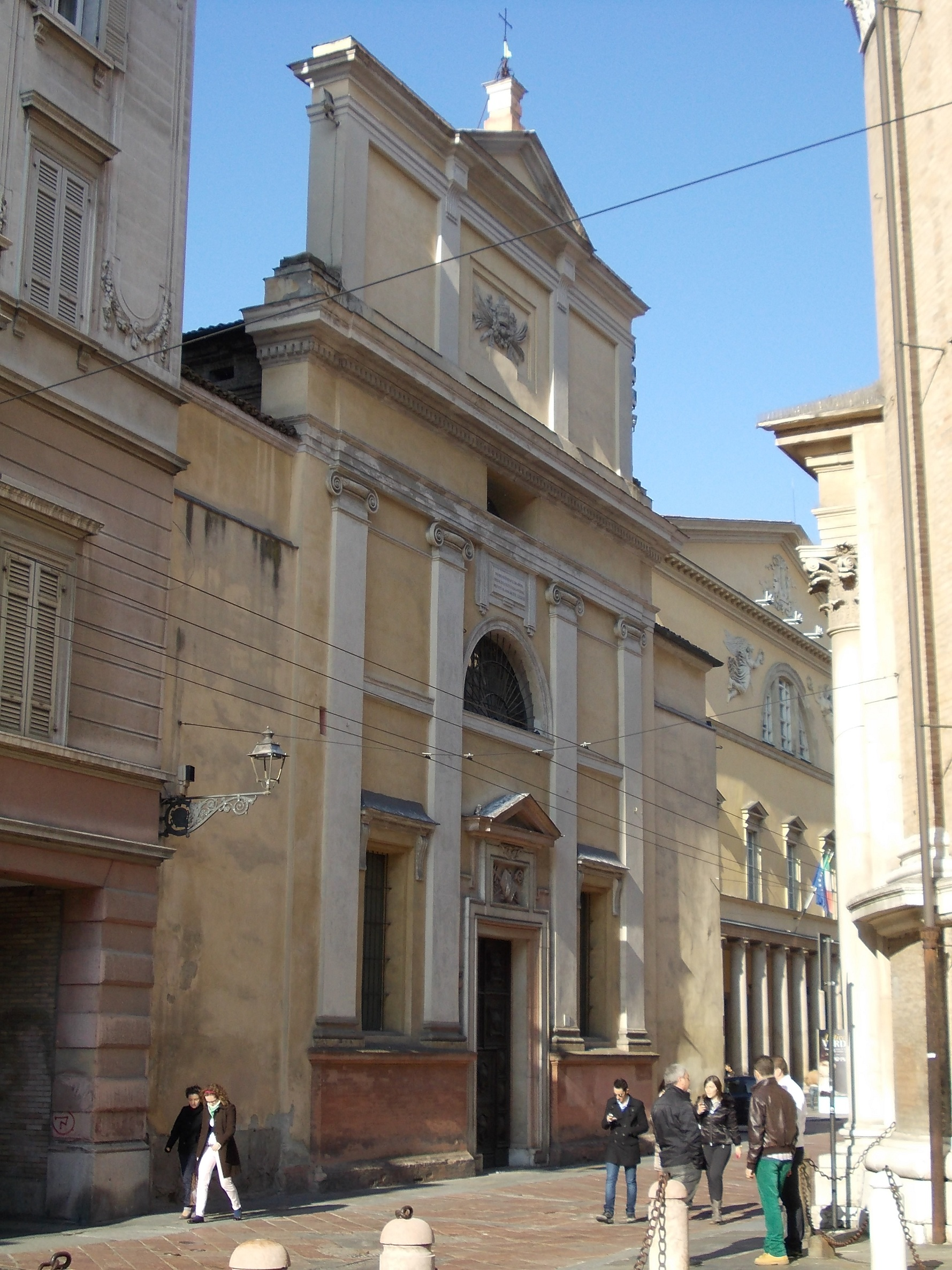
Chiesa di Sant'Alessandro

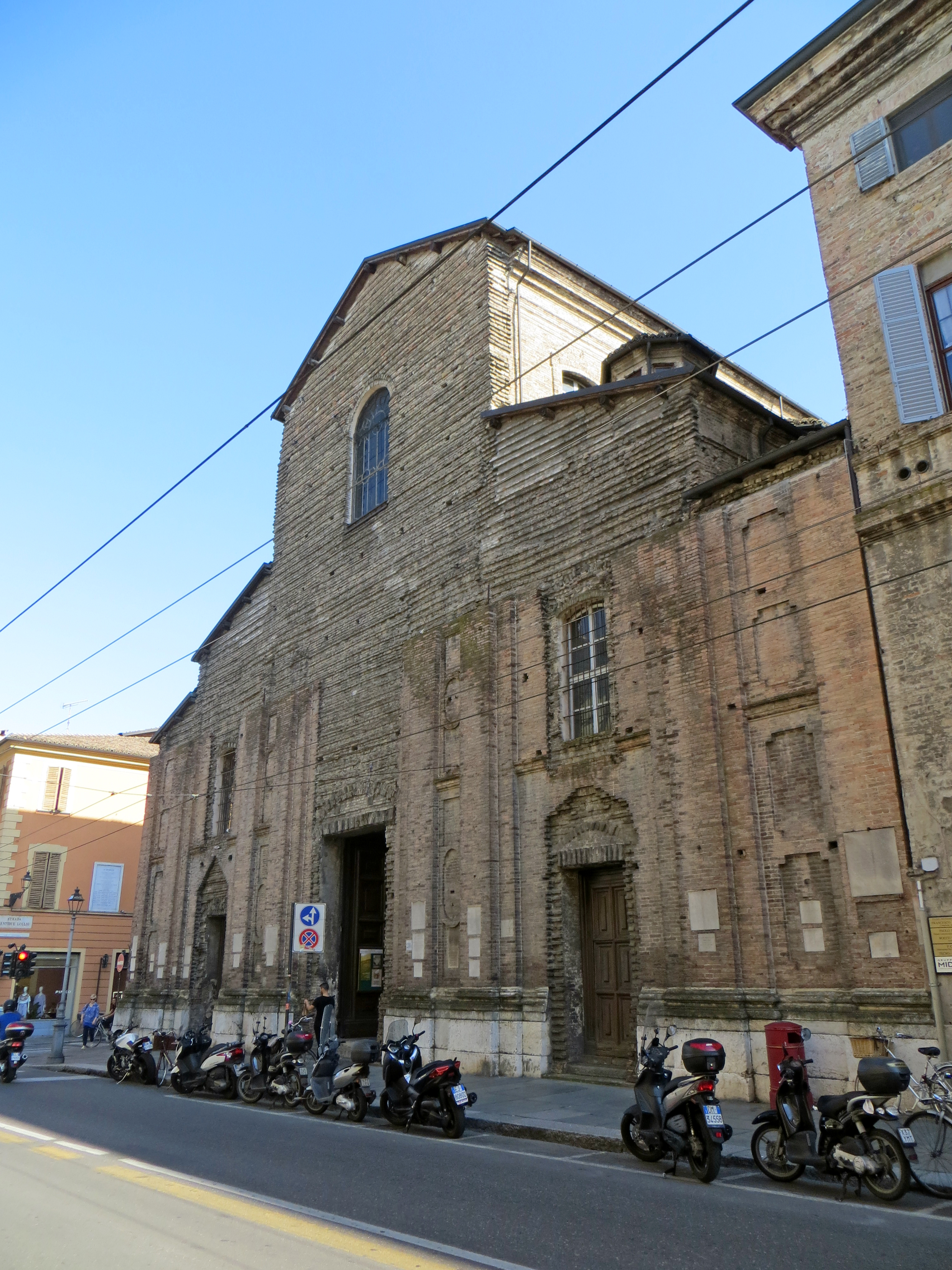
Chiesa di Santa Cristina

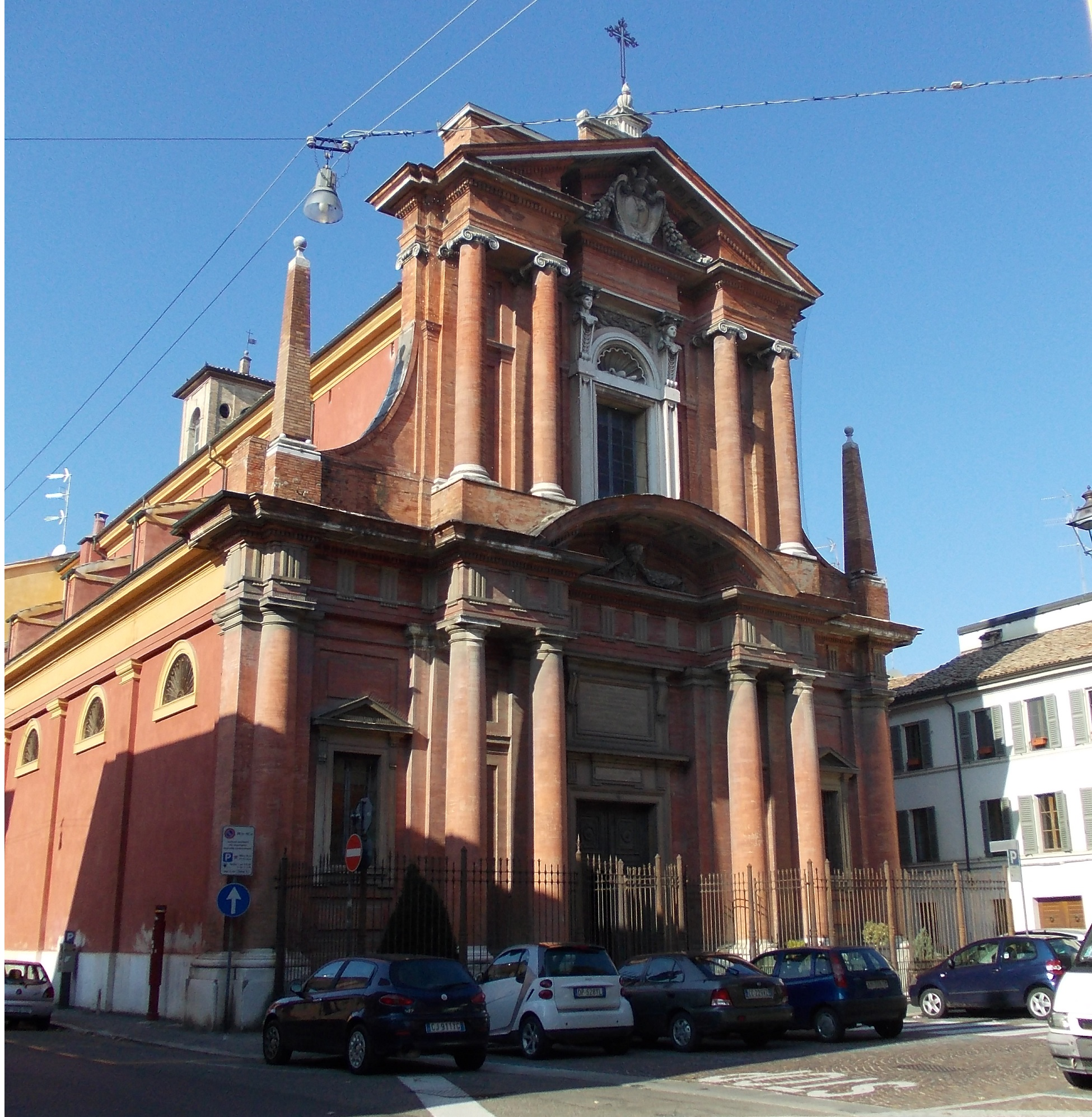
Chiesa di San Giuseppe

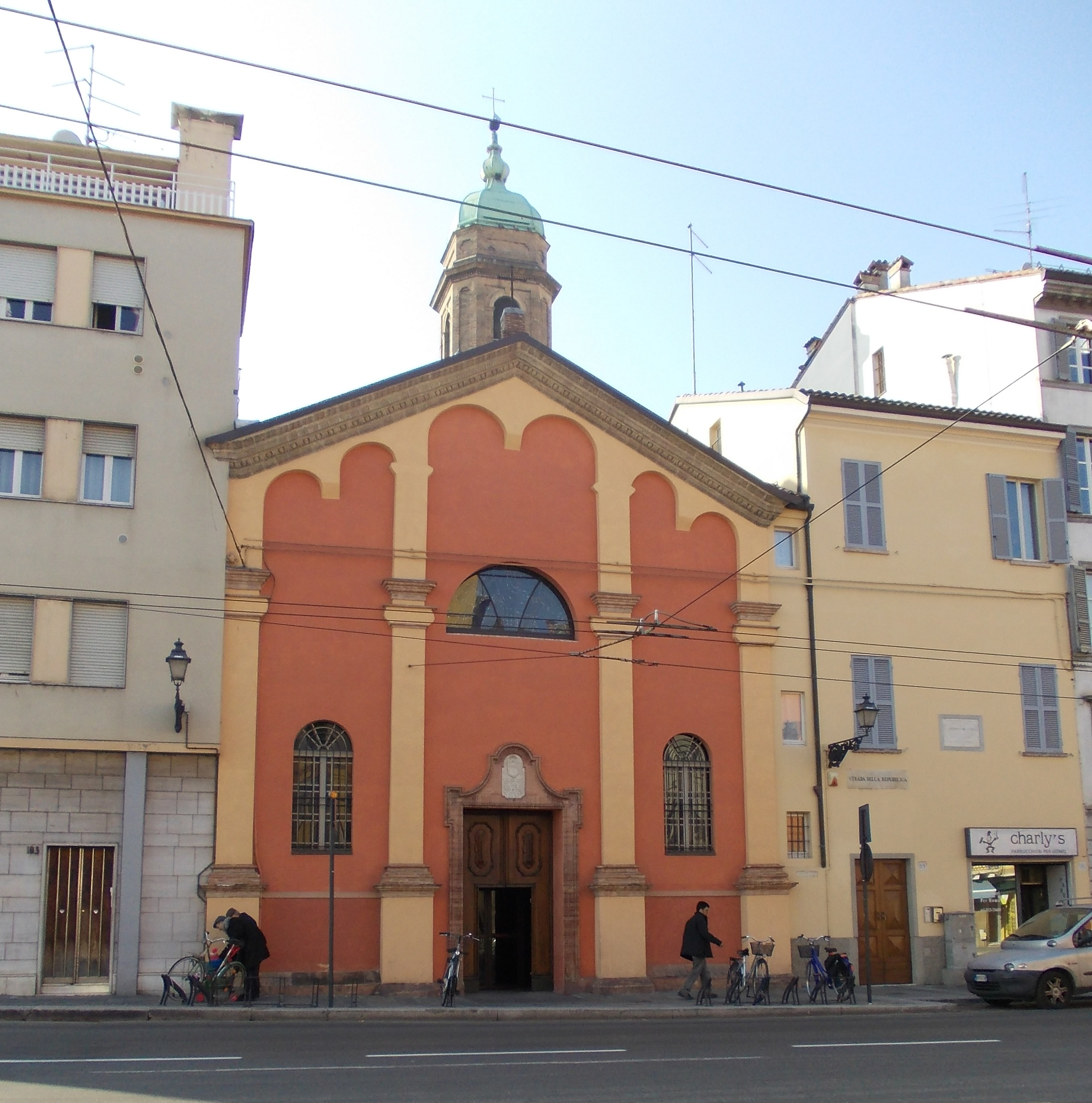
Chiesa di San Michele

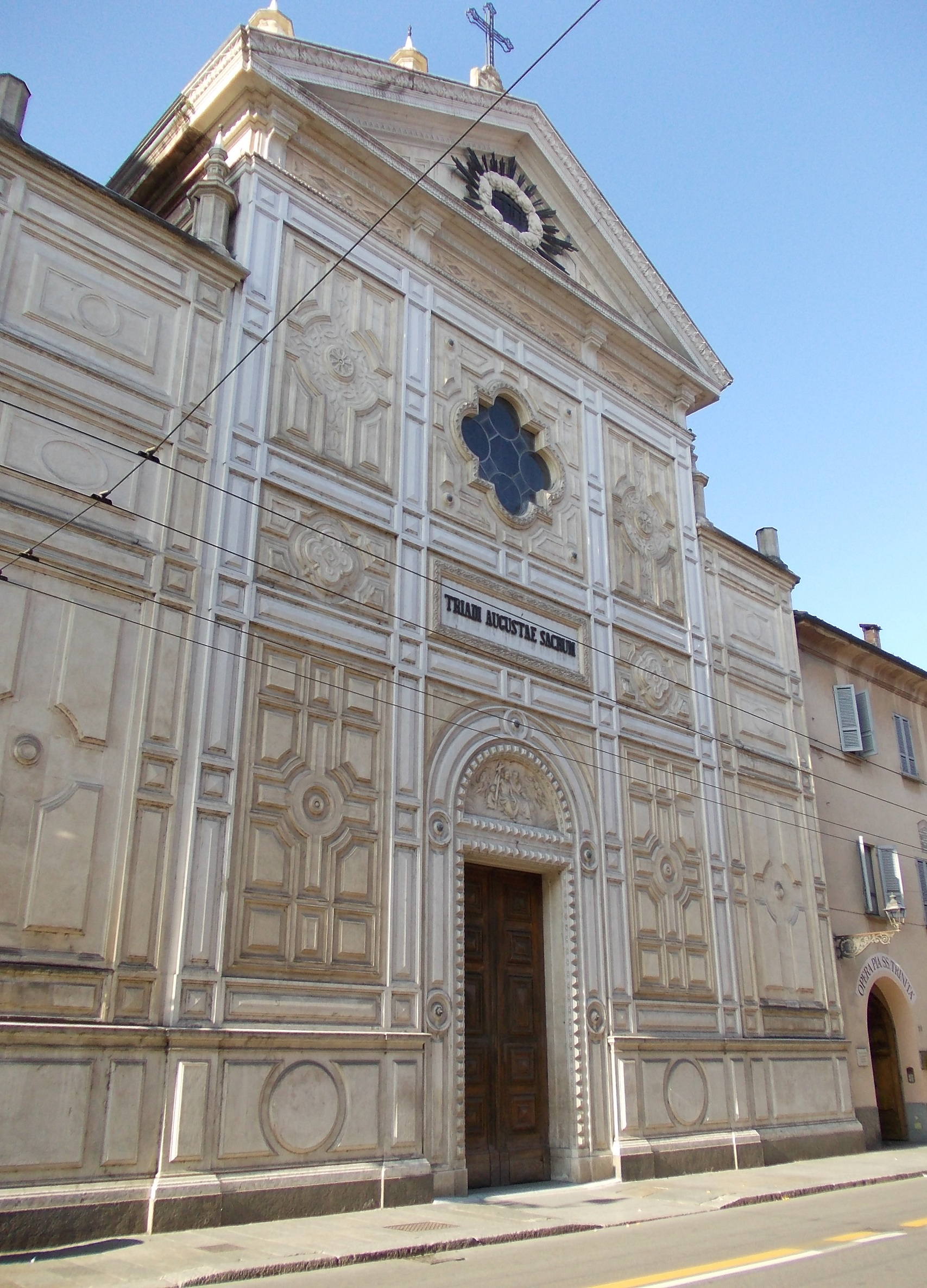
Chiesa di Santa Teresa del Bambin Gesù

- Chiesa di San Salvatore (in origine cattolica, ora metodista)
- Chiesa di Santa Teresa del Bambin Gesù
- Chiesa di San Tommaso
- Chiesa della Santissima Trinità
- Chiesa di Sant'Uldarico

#### Edifici storici in ambito extraurbano
- Chiesa di San Lorenzo ad Alberi

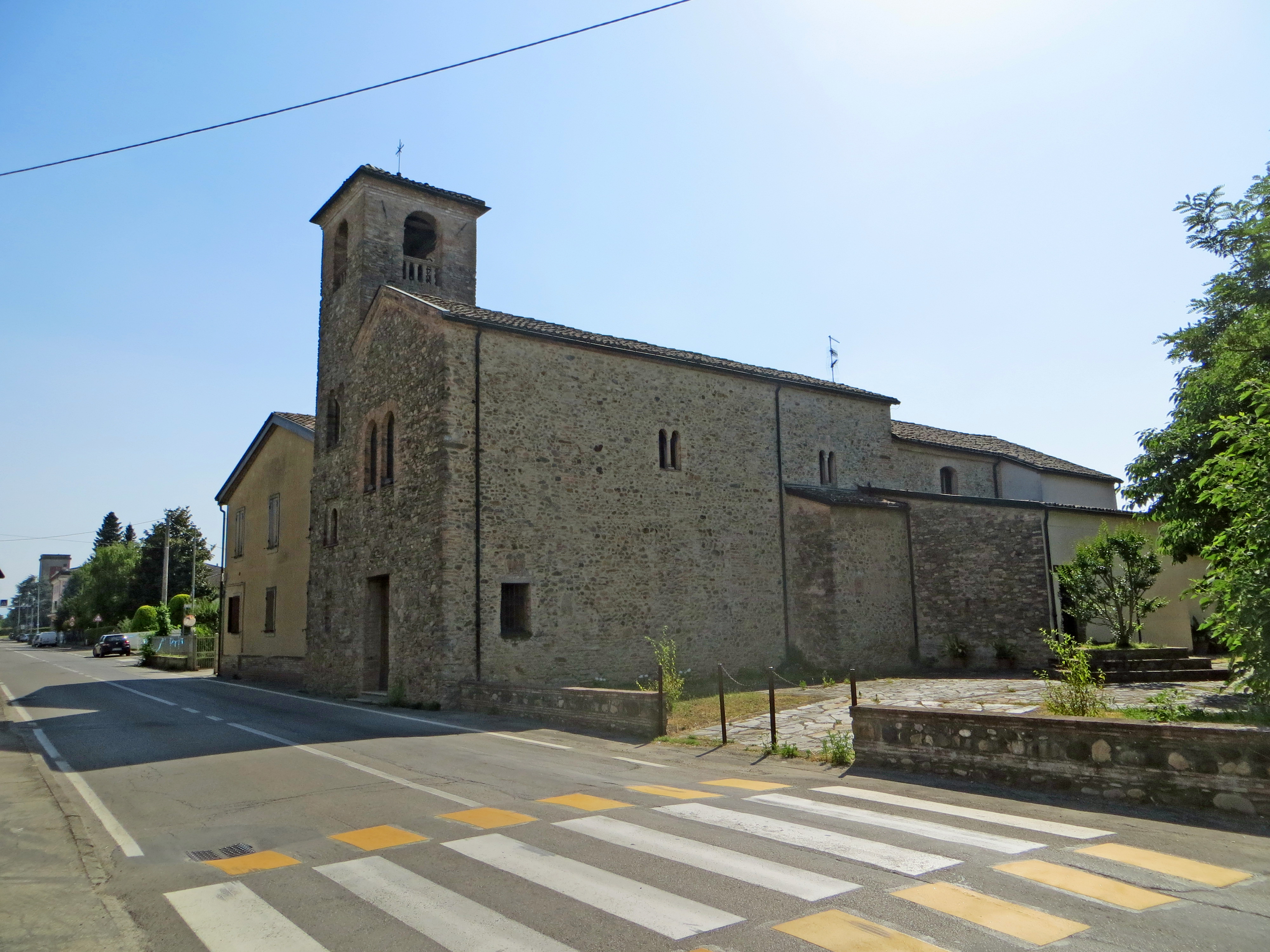
Chiesa di San Lorenzo ad Alberi

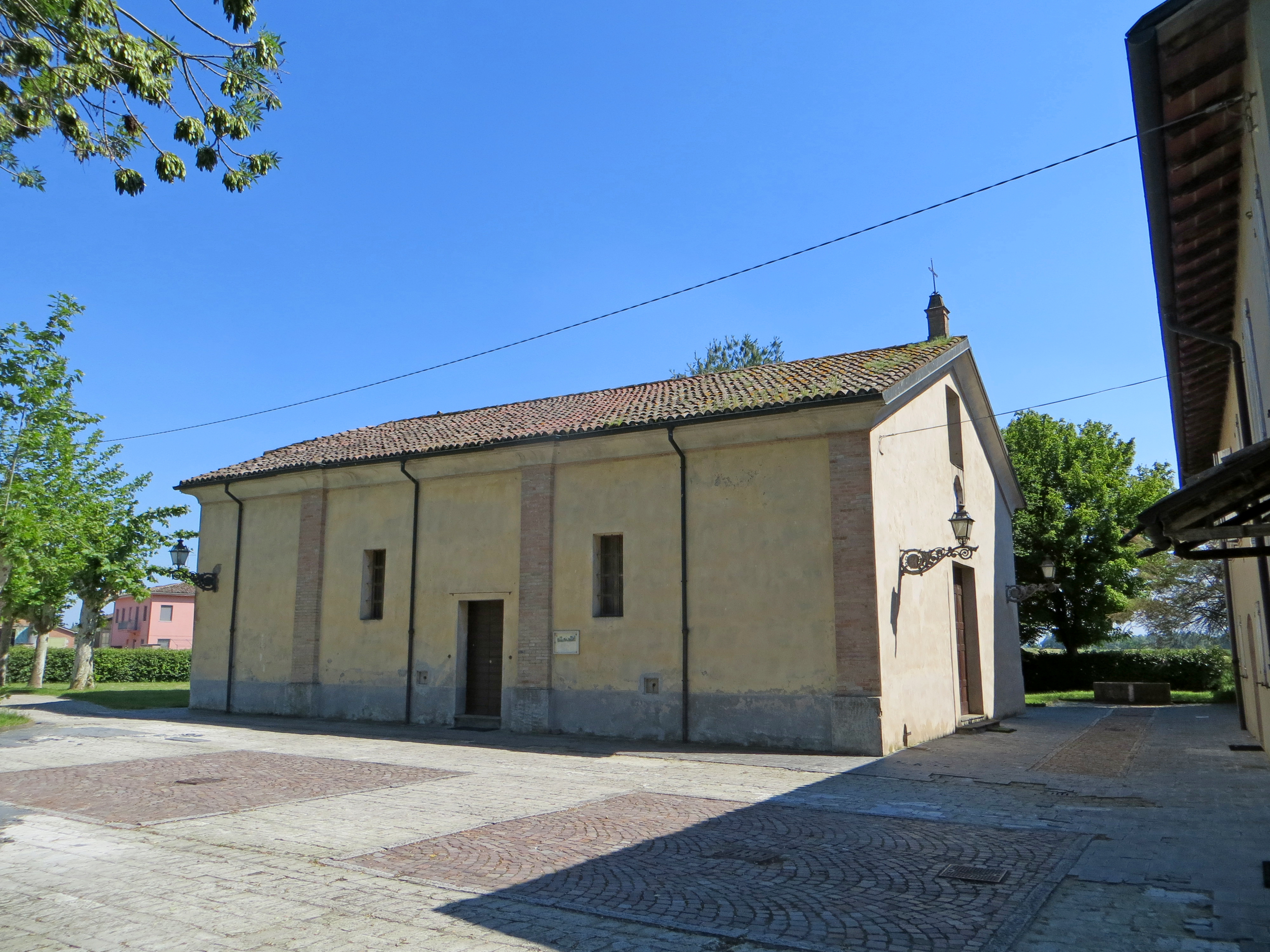
Chiesa di San Giovanni Evangelista a Castelnovo

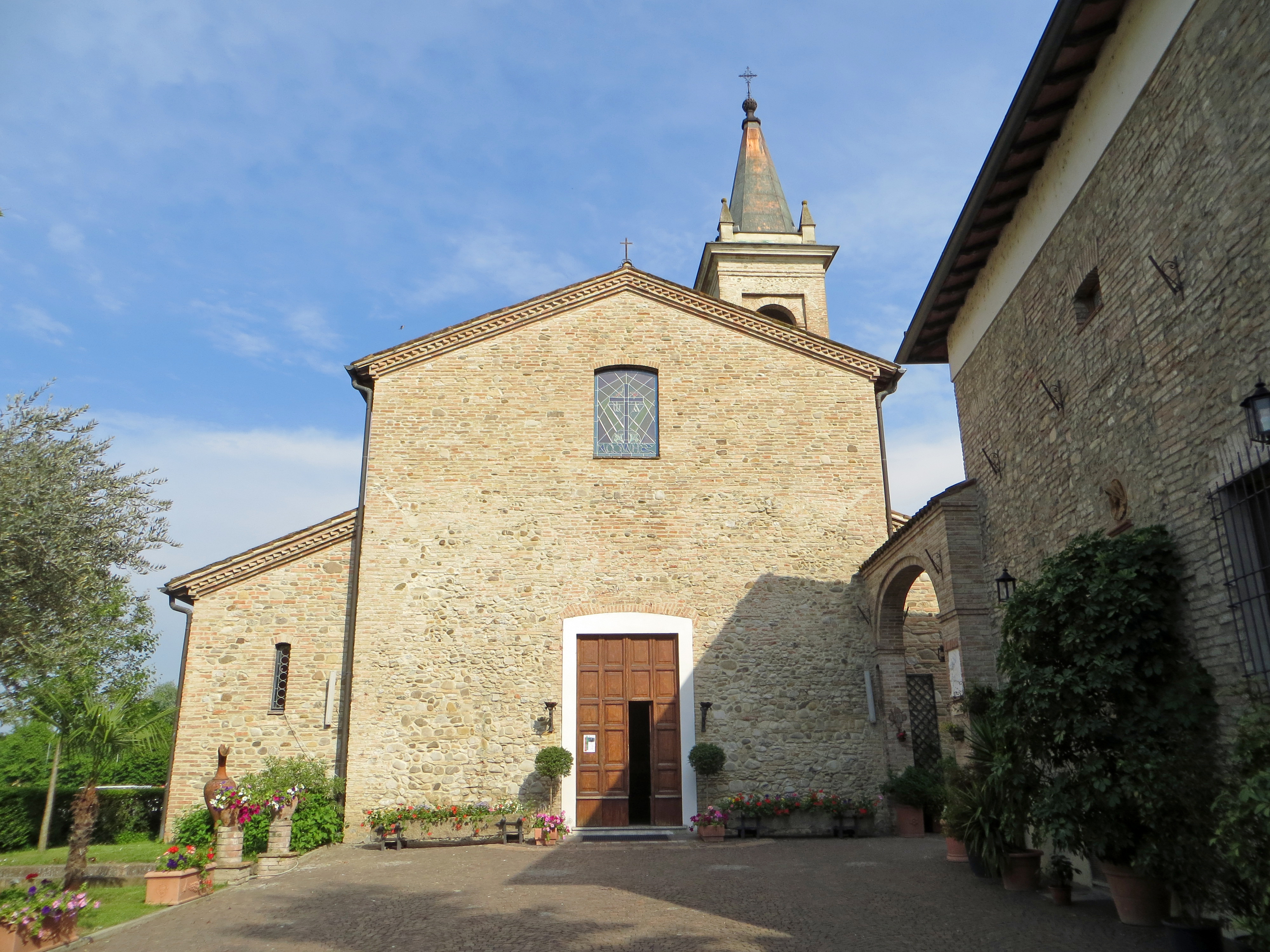
Chiesa di San Prospero a Marore

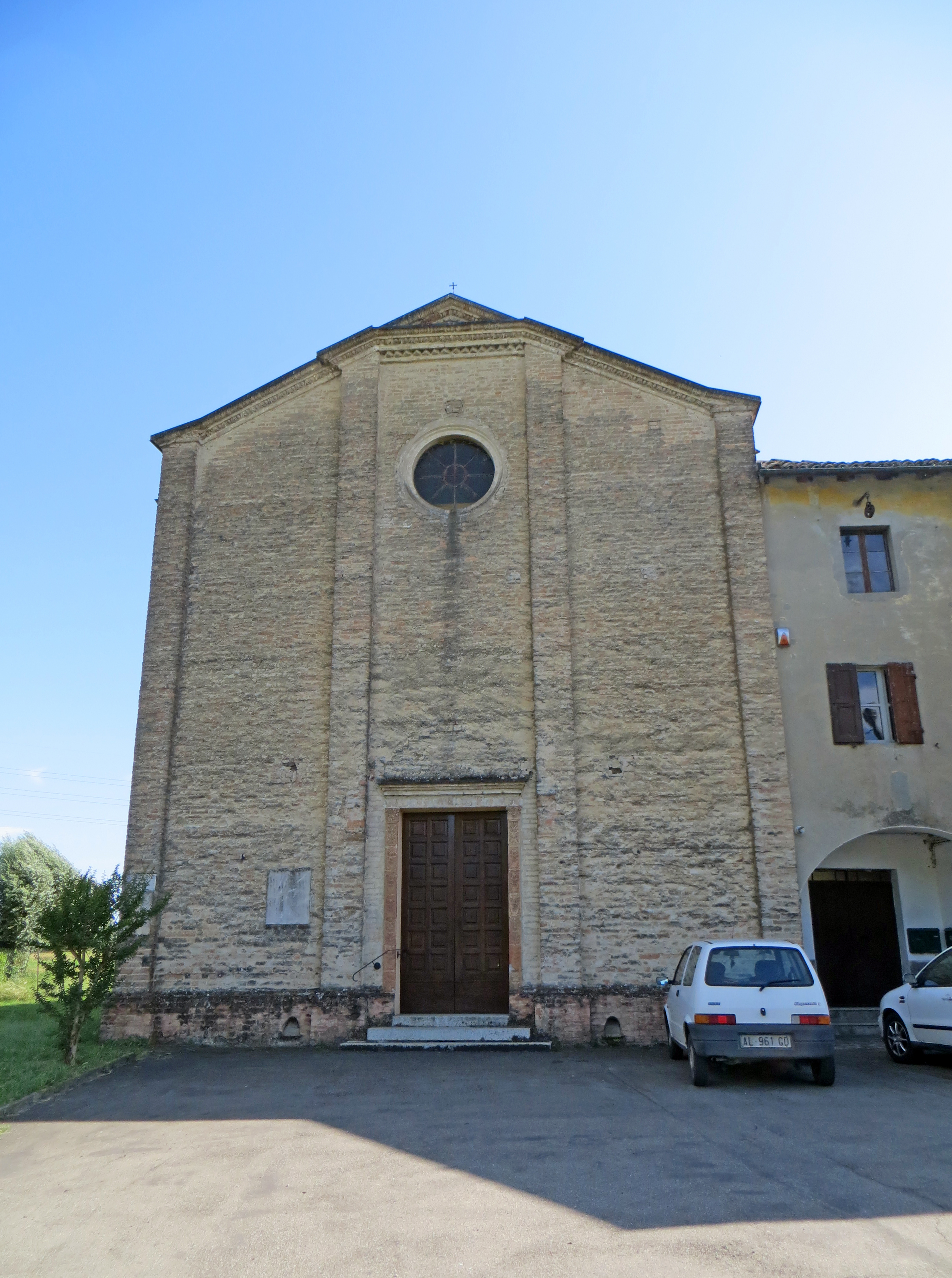
Chiesa di San Giovanni Battista a Pedrignano

- Chiesa di Sant'Andrea Apostolo in Antognano (parrocchiale vecchia)
- Chiesa di San Pietro Apostolo a Baganzola
- Chiesa della Natività di Maria Vergine a Baganzolino
- Chiesa della Purificazione di Maria Vergine a Beneceto
- Chiesa di San Pietro Apostolo a Carignano
- Chiesa di San Pietro Apostolo a Casalbaroncolo
- Chiesa di San Giovanni Evangelista a Castelnovo
- Chiesa di San Biagio a Coloreto
- Chiesa di Santa Lucia a Corcagnano
- Chiesa di Sant'Egidio a Eia
- Chiesa di Sant'Ilario a Fognano
- Chiesa di San Terenziano a Fraore
- Chiesa di San Martino a Malandriano
- Chiesa della Purificazione di Maria Vergine a Marano
- Chiesa di San Bartolomeo a Mariano
- Chiesa di San Prospero a Marore
- Chiesa di Santo Stefano a Martorano
- Chiesa di San Lorenzo a Moletolo
- Chiesa di San Donnino a Panocchia
- Chiesa di Sant'Andrea a Paradigna
- Oratorio della Concezione di Maria Vergine a Paradigna
- Chiesa di San Giovanni Battista a Pedrignano
- Chiesa di San Donnino a Pizzolese
- Chiesa di San Pietro a Porporano
- Chiesa della Purificazione di Maria Vergine a Ravadese
- Chiesa di San Pietro Apostolo a Roncopascolo
- Chiesa di San Donato a San Donato
- Oratorio di San Lorenzo a San Donato
- Chiesa di San Prospero a San Prospero Parmense
- Chiesa di San Ruffino a San Ruffino
- Chiesa di San Giovanni Evangelista a Ugozzolo
- Chiesa dell'Assunzione di Maria Vergine a Valera
- Chiesa di San Giorgio a Viarolo
- Chiesa della Purificazione di Maria Vergine a Vicomero
- Chiesa di San Biagio a Vicopò
- Chiesa di San Pietro a Vigatto
- Chiesa di San Giacomo Apostolo a Vigheffio
- Chiesa di San Giovanni Evangelista a Vigolante

#### Altre chiese cattoliche
- Chiesa del Beato Andrea Carlo Ferrari
- Oratorio di San Guido Maria Conforti
- Santuario San Guido Maria Conforti
- Chiesa del Buon Pastore
- Chiesa del Corpus Domini
- Chiesa del Cristo Risorto
- Chiesa della Famiglia di Nazareth
- Chiesa del Sacro Cuore
- Chiesa di Sant'Andrea Apostolo in Antognano (parrocchiale)
- Chiesa di San Bernardo degli Uberti
- Chiesa di Sant'Evasio
- Chiesa di San Francesco d'Assisi
- Chiesa di San Giovanni Battista
- Chiesa di San Lazzaro
- Chiesa di San Luca Evangelista
- Chiesa di San Marco
- Chiesa di Santa Maria Bianca
- Chiesa di Santa Maria Immacolata
- Chiesa di Santa Maria della Pace
- Chiesa di Santa Maria del Rosario
- Chiesa di San Paolo Apostolo
- Chiesa di San Patrizio
- Chiesa di San Pellegrino
- Chiesa dello Spirito Santo
- Chiesa delle Santissime Stimmate di Nostro Signore Gesù Cristo
- Cappella universitaria di San Tommaso d'Aquino
- Chiesa della Trasfigurazione di Nostro Signore

### Chiese cattoliche sconsacrate
- Chiesa di Sant'Andrea
- Chiesa di San Cristoforo
- Chiesa di Santa Elisabetta
- Oratorio di San Giobbe

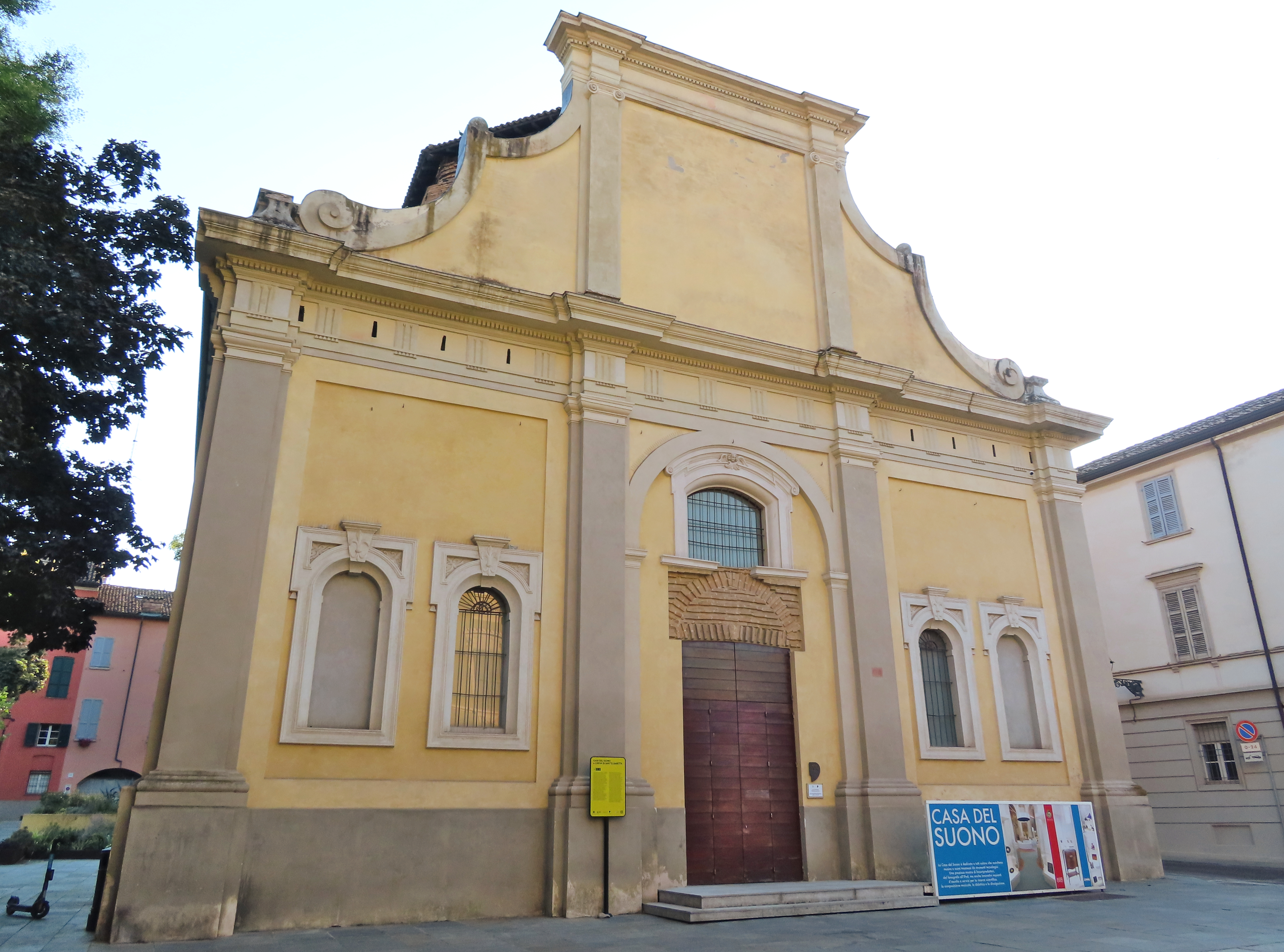
Chiesa di Santa Elisabetta

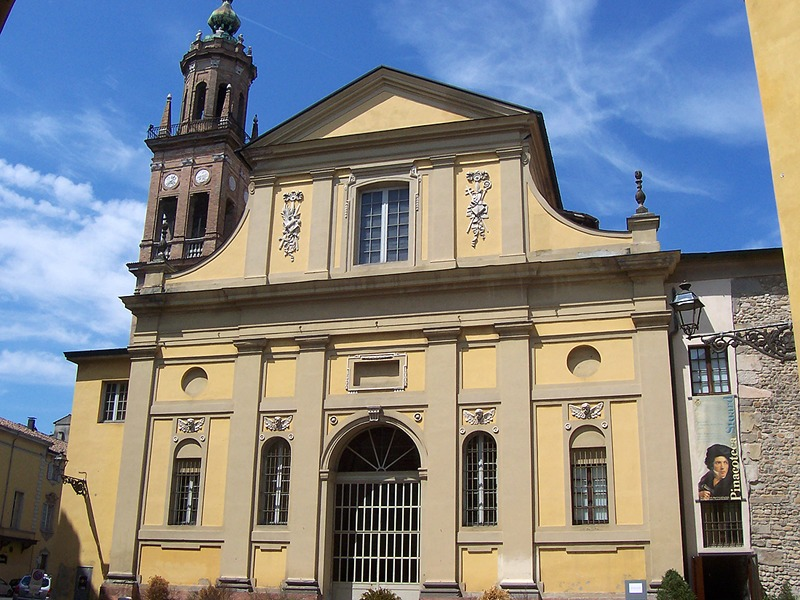
Chiesa di San Ludovico

- Chiesa di San Luca degli Eremitani
- Chiesa di San Ludovico
- Chiesa di San Marcellino
- Chiesa di Santa Maria dei Servi
- Chiesa di Santa Maria del Fiore
- Chiesa di Santa Maria del Tempio
- Oratorio di Santa Maria della Pace
- Oratorio di San Quirino
- Chiesa di Santo Stefano
- Chiesa di San Tiburzio

### Chiese cattoliche scomparse
- Chiesa di Sant'Antonino
- Chiesa di San Barnaba
- Chiesa di San Basilide
- Chiesa di Santa Cecilia
- Chiesa di Santa Maria in borgo Taschieri
- Oratorio di Santa Maria della Scala
- Chiesa di San Pietro Martire

### Chiese evangeliche
- Chiesa Apostolica di Parma
- Chiesa Evangelica Metodista (nell'edificio in origine chiesa cattolica di San Salvatore)